# الطواف العالمي لكرة المضرب النسائية برعاية الاتحاد الدولي لكرة المضرب – 2023 (أبريل–يونيو)
أقيم الطواف العالمي لكرة المضرب النسائية لسنة 2023 برعاية الاتحاد الدولي لكرة المضرب ويندرج ضمن الرتبة الثانية لمنافسات المحترفات في كرة المضرب. يحتل مرتبة أدنى من جولة رابطة محترفات كرة المضرب (WTA). تشمل جولة الاتحاد الدولي لكرة المضرب للسيدات بطولات في ست فئات مع جوائز مالية تتراوح من 15،000 دولار إلى 100،000 دولار.

## المواسم
| مواسم الطواف العالمي لكرة المضرب النسائية برعاية الاتحاد الدولي لكرة المضرب | مواسم الطواف العالمي لكرة المضرب النسائية برعاية الاتحاد الدولي لكرة المضرب | مواسم الطواف العالمي لكرة المضرب النسائية برعاية الاتحاد الدولي لكرة المضرب | مواسم الطواف العالمي لكرة المضرب النسائية برعاية الاتحاد الدولي لكرة المضرب | مواسم الطواف العالمي لكرة المضرب النسائية برعاية الاتحاد الدولي لكرة المضرب | مواسم الطواف العالمي لكرة المضرب النسائية برعاية الاتحاد الدولي لكرة المضرب | مواسم الطواف العالمي لكرة المضرب النسائية برعاية الاتحاد الدولي لكرة المضرب | مواسم الطواف العالمي لكرة المضرب النسائية برعاية الاتحاد الدولي لكرة المضرب | مواسم الطواف العالمي لكرة المضرب النسائية برعاية الاتحاد الدولي لكرة المضرب | مواسم الطواف العالمي لكرة المضرب النسائية برعاية الاتحاد الدولي لكرة المضرب |
| تسعينيات القرن العشرين                                                      | تسعينيات القرن العشرين                                                      | تسعينيات القرن العشرين                                                      | تسعينيات القرن العشرين                                                      | تسعينيات القرن العشرين                                                      | تسعينيات القرن العشرين                                                      | تسعينيات القرن العشرين                                                      | تسعينيات القرن العشرين                                                      | تسعينيات القرن العشرين                                                      | تسعينيات القرن العشرين                                                      |
| --------------------------------------------------------------------------- | --------------------------------------------------------------------------- | --------------------------------------------------------------------------- | --------------------------------------------------------------------------- | --------------------------------------------------------------------------- | --------------------------------------------------------------------------- | --------------------------------------------------------------------------- | --------------------------------------------------------------------------- | --------------------------------------------------------------------------- | --------------------------------------------------------------------------- |
| 1994                                                                        | 1995                                                                        | 1995                                                                        | 1996                                                                        | 1997                                                                        | 1998                                                                        | 1999                                                                        |                                                                             |                                                                             |                                                                             |
| العقد الأول من القرن 21                                                     |                                                                             |                                                                             |                                                                             |                                                                             |                                                                             |                                                                             |                                                                             |                                                                             |                                                                             |
| 2000                                                                        | 2001                                                                        | 2002                                                                        | 2003                                                                        | 2004                                                                        | 2005                                                                        | 2006                                                                        | 2007                                                                        | 2008 الربع الأول · الربع الثاني · الربع الثالث                              | 2009                                                                        |
| العقد الثاني من القرن 21                                                    |                                                                             |                                                                             |                                                                             |                                                                             |                                                                             |                                                                             |                                                                             |                                                                             |                                                                             |
| 2010 الربع الأول · الربع الثاني · الربع الثالث · الربع الرابع               | 2011 الربع الأول · الربع الثاني · الربع الثالث · الربع الرابع               | 2012 الربع الأول · الربع الثاني · الربع الثالث · الربع الرابع               | 2013 الربع الأول · الربع الثاني · الربع الثالث · الربع الرابع               | 2014 الربع الأول · الربع الثاني · الربع الثالث · الربع الرابع               | 2015 الربع الأول · الربع الثاني · الربع الثالث · الربع الرابع               | 2016 الربع الأول · الربع الثاني · الربع الثالث · الربع الرابع               | 2017 الربع الأول · الربع الثاني · الربع الثالث · الربع الرابع               | 2018 الربع الأول · الربع الثاني · الربع الثالث · الربع الرابع               | 2019 الربع الأول · الربع الثاني · الربع الثالث · الربع الرابع               |
| العقد الثالث من القرن 21                                                    |                                                                             |                                                                             |                                                                             |                                                                             |                                                                             |                                                                             |                                                                             |                                                                             |                                                                             |
| 2020 الربع الأول · الربع الثاني · الربع الثالث · الربع الرابع               | 2021 الربع الأول · الربع الثاني · الربع الثالث · الربع الرابع               | 2022 الربع الأول · الربع الثاني · الربع الثالث · الربع الرابع               | 2023 الربع الأول · الربع الثاني · الربع الثالث · الربع الرابع               | 2024 الربع الأول · الربع الثاني · الربع الثالث · الربع الرابع               | 2025 الربع الأول · الربع الثاني · الربع الثالث · الربع الرابع               |                                                                             |                                                                             |                                                                             |                                                                             |

## المفتاح
| الفئة       |
| ----------- |
| بطولات W100 |
| بطولات W80  |
| بطولات W60  |
| بطولات W40  |
| بطولات W25  |
| بطولات W15  |

## الأشهر

### أبريل
| الأسبوع  | البطولة | الفائزات                                             | الوصيفات                              | المتأهلات لنصف النهائي                   | المتأهلات لربع النهائي                                                          |
| -------- | --- | ---------------------------------------------------- | ------------------------------------- | ---------------------------------------- | ------------------------------------------------------------------------------- |
| 3 أبريل  | سبليت، كرواتيا ترابية W40 قرعة الفردي والزوجي                                                                                                 | تارا ويرث 6–2، 3–6، 6–4                              | سارة بيجلك                            | أناستاسيا جاسانوفا · فيرونيكا إريافيتش   | دومينيكا شالكوفا لايري روميرو غورماز بترا مارشينكو نوما نوه أكوجوي              |
| 3 أبريل  | سبليت، كرواتيا ترابية W40 قرعة الفردي والزوجي                                                                                                 | فيرونيكا إريافيتش لينا جيورشيسكا 6–1، 6–4            | نيكا راديشيتش تارا ويرث               | أناستاسيا جاسانوفا · فيرونيكا إريافيتش   | دومينيكا شالكوفا لايري روميرو غورماز بترا مارشينكو نوما نوه أكوجوي              |
| 3 أبريل  | بوجومبورا، بوروندي ترابية W25 قرعة الفردي والزوجي                                                                                             | أليس روب 6–1، 6–4                                    | صدا ناهيمانا                          | كسينيا لاسكوتوفا · فاليريا ستراكوفا      | تيلويث دي جيولامي · كريستينا دينو · فيرونيكا بازاك · آنا يوريك                  |
| 3 أبريل  | بوجومبورا، بوروندي ترابية W25 قرعة الفردي والزوجي                                                                                             | كسينيا لاسكوتوفا · فاني أوستلوند · 6–4، 6–3          | جاسمين جيمبريري جاسمين جباوي          | كسينيا لاسكوتوفا · فاليريا ستراكوفا      | تيلويث دي جيولامي · كريستينا دينو · فيرونيكا بازاك · آنا يوريك                  |
| 3 أبريل  | سانتا مارغريتا دي بولا، إيطاليا ترابية W25 قرعة الفردي والزوجي                                                                                | سوناي كارتال 3–6، 6–2، 6–1                           | إيكاترينا ماكاروفا                    | مريم بلغارو فيرونيكا فالكوسكا            | أرانتشا روس كاتارينا هوبغارسكي زينب سونماز فالنتيني جراماتيكوبولو               |
| 3 أبريل  | سانتا مارغريتا دي بولا، إيطاليا ترابية W25 قرعة الفردي والزوجي                                                                                | فيرونيكا فالكوسكا فالنتيني جراماتيكوبولو 6–1، 6–1    | أنجليكا موراتيلي أرانتشا روس          | مريم بلغارو فيرونيكا فالكوسكا            | أرانتشا روس كاتارينا هوبغارسكي زينب سونماز فالنتيني جراماتيكوبولو               |
| 3 أبريل  | كاشيوا (تشيبا)، اليابان صلبة W25 قرعة الفردي والزوجي                                                                                          | ناو هيبينو 6–4، 6–3                                  | جانغ سو جونج                          | يو إكسياودي أريان هارتونو                | أرينا روديونوفا هان نا لاي كودي وونغ كيوكا أوكامورا                             |
| 3 أبريل  | كاشيوا (تشيبا)، اليابان صلبة W25 قرعة الفردي والزوجي                                                                                          | أريان هارتونو بريسكيلا هون 6–4، 3–6، [10–7]          | ساكي إمامورا ناو ساتو                 | يو إكسياودي أريان هارتونو                | أرينا روديونوفا هان نا لاي كودي وونغ كيوكا أوكامورا                             |
| 3 أبريل  | جاكسون، الولايات المتحدة ترابية W25 قرعة الفردي والزوجي                                                                                       | تيميا بابوش 7–5، 7–5                                 | ويتني أوسويجوي                        | فيكتوريا هو غريس مين                     | بريزكا مادلين نوجروهو ماكينا جونز تاتوم إيفانز غانا بوزنيخرينكو                 |
| 3 أبريل  | جاكسون، الولايات المتحدة ترابية W25 قرعة الفردي والزوجي                                                                                       | جيدا دانييل ماكارتني كيسلر 1–6، 6–1، [10–5]          | ألورا زاماريبا ماريبيلا زاماريبا      | فيكتوريا هو غريس مين                     | بريزكا مادلين نوجروهو ماكينا جونز تاتوم إيفانز غانا بوزنيخرينكو                 |
| 3 أبريل  | شرم الشيخ، مصر صلبة W15 قرعة الفردي والزوجي                                                                                                   | إلينا بريدانكينا · 6–3، 6–1                          | وانغ ميلينغ                           | تايلا بريستون إيزابيل لاسي               | إيكاترينا راينغولد · ياو شينشين · مارتينا كوبكا · أليونا فاليي                  |
| 3 أبريل  | شرم الشيخ، مصر صلبة W15 قرعة الفردي والزوجي                                                                                                   | أليونا فالي · بولينا إيتشينكو · 6–4، 7–5             | يفغينيا بوردينا · إيكاتيرينا شاليموفا | تايلا بريستون إيزابيل لاسي               | إيكاترينا راينغولد · ياو شينشين · مارتينا كوبكا · أليونا فاليي                  |
| 3 أبريل  | سنغافورة، سنغافورة صلب W15 قرعة الفردي والزوجي                                                                                                | وو هو تشينغ 1–6، 6–1، 6–1                            | رن يوفي                               | ميشيكا أوزيكي قوه مي شي                  | سو يان تان مادهوريما ساوانت ماجي نغ إميلي فيلكر                                 |
| 3 أبريل  | سنغافورة، سنغافورة صلب W15 قرعة الفردي والزوجي                                                                                                | ليو ياني رن يوفي 6–1، 7–5                            | قوه مي شي لين لي شين                  | ميشيكا أوزيكي قوه مي شي                  | سو يان تان مادهوريما ساوانت ماجي نغ إميلي فيلكر                                 |
| 3 أبريل  | تلدة، إسبانيا ترابية W15 قرعة الفردي والزوجي                                                                                                  | أنجيلا فيتا بولودا 3–6، 7–5، 7–5                     | كلاوديا بوبليتي                       | ماريا خوسيه بورتيو راميريز ماريا توما    | باتريشيا بوكشتيت شين جي هو مارتا غونزاليس إنسيناس كلوديا هوستي فيرير            |
| 3 أبريل  | تلدة، إسبانيا ترابية W15 قرعة الفردي والزوجي                                                                                                  | مارتا غونزاليس إنسيناس آمي زو 6–7(5–7)، 6–3، [10–8]  | كلوديا هوستي فيرير أنيتا لابوتكوفا    | ماريا خوسيه بورتيو راميريز ماريا توما    | باتريشيا بوكشتيت شين جي هو مارتا غونزاليس إنسيناس كلوديا هوستي فيرير            |
| 3 أبريل  | المنستير، تونس صلب W15 قرعة الفردي والزوجي | إيلينا ميلوفانوفيتش 7–6(7–5)، 6–3                    | مارا جوث                              | ديانا رادانوفيتش تاليا نيلسون غايتينبي   | فلافي بورجنون أرين قيصر داشا إيفانوفا كلارا فلاسيلاير                           |
| 3 أبريل  | المنستير، تونس صلب W15 قرعة الفردي والزوجي | إيلينا ميلوفانوفيتش ديانا رادانوفيتش انسحاب          | وانغ جيا تشي يانغ ييدي                | ديانا رادانوفيتش تاليا نيلسون غايتينبي   | فلافي بورجنون أرين قيصر داشا إيفانوفا كلارا فلاسيلاير                           |
| 3 أبريل  | أنطاليا، تركيا ترابية W15 قرعة الفردي والزوجي                                                                                                 | إيلينكا أماريي 6–4، 6–2                              | فاليريا أوليانوفيسكايا                | داريا لوديكوفا · فيكي فان دي بير         | جاكلين كاباج أواد كاثارينا هيرينج إيلاي يوروك إيفانا شبستوفا                    |
| 3 أبريل  | أنطاليا، تركيا ترابية W15 قرعة الفردي والزوجي                                                                                                 | فرجينيا فيرارا عيشقيل ميرت 7–5، 6–4                  | دينيس هردينكوفا إيفانا شبستوفا        | داريا لوديكوفا · فيكي فان دي بير         | جاكلين كاباج أواد كاثارينا هيرينج إيلاي يوروك إيفانا شبستوفا                    |
| 10 أبريل | Zaragoza Open سرقسطة، إسبانيا ترابية W80 فردي – زوجي                                                                                          | فيكتوريا توموفا 4–6، 2–6، 3–6                        | تيريزا مارتينكوفا                     | جيسيكا بونشيت لاير روميرو غورماز         | كلوي باكيوت أرانتشا روس ناتاليا كوستيتش إيريني بوريلو إسكوريهويلا               |
| 10 أبريل | Zaragoza Open سرقسطة، إسبانيا ترابية W80 فردي – زوجي                                                                                          | ديان باري أرانتشا روس 1–6، 6–4، [10–5]               | آسيا محمد إيدن سيلفا                  | جيسيكا بونشيت لاير روميرو غورماز         | كلوي باكيوت أرانتشا روس ناتاليا كوستيتش إيريني بوريلو إسكوريهويلا               |
| 10 أبريل | Axion Open كياسو، سويسرا ترابية W60 فردي – زوجي                                                                                               | ميرا أندريفا · 6–1، 6–7(3–7)، 0–6                    | سيلين نيف                             | ناديه بودوروسكا سيلينا يانيسيجفيتش       | إلينا أفانسيان · ألكسندرا كادانتو · تينا لوكاس · داريا سيمينيستايا              |
| 10 أبريل | Axion Open كياسو، سويسرا ترابية W60 فردي – زوجي                                                                                               | إيملي أبلتون جوليا لوف 1–6، 2–6                      | أندريا ميتو ناديه بودوروسكا           | ناديه بودوروسكا سيلينا يانيسيجفيتش       | إلينا أفانسيان · ألكسندرا كادانتو · تينا لوكاس · داريا سيمينيستايا              |
| 10 أبريل | بوجمبورا، بوروندي ترابية W25 السحوبات الفردية والزوجية                                                                                        | أليس روب 1–6، 2–6                                    | ياسمين جيمبري                         | ستيفاني فيسشر فاليريا ستراكوڤا           | سعدا ناهيمانا · ياسمين عزت · آنا يوكي · تيفاني ويليام                           |
| 10 أبريل | بوجمبورا، بوروندي ترابية W25 السحوبات الفردية والزوجية                                                                                        | ياسمين جيمبري ياسمين جباوي 3–6، 4–6                  | كسينيا لاسكوتوفا · فاني أوستلون       | ستيفاني فيسشر فاليريا ستراكوڤا           | سعدا ناهيمانا · ياسمين عزت · آنا يوكي · تيفاني ويليام                           |
| 10 أبريل | شرم الشيخ، مصر صلبة W25 السحوبات الفردية والزوجية                                                                                             | لوكريزيا ستيفانيني 3–6، 6–7(5–7)                     | أمينة بكتاس                           | وانغ ميلينغ · بولينا ياتسينكو            | تايلا بريستون · يفجنيا بورادينا · أوديس تشونغ · ييلينا بريدانكينا               |
| 10 أبريل | شرم الشيخ، مصر صلبة W25 السحوبات الفردية والزوجية                                                                                             | أمينة بكتاس أوديس تشونغ 2–6، 4–6                     | داريا أستاخوفا · إيكاترينا راينغولد   | وانغ ميلينغ · بولينا ياتسينكو            | تايلا بريستون · يفجنيا بورادينا · أوديس تشونغ · ييلينا بريدانكينا               |
| 10 أبريل | سانتا مارغريتا دي بولا، إيطاليا ترابية W25 السحوبات الفردية والزوجية                                                                          | أندريا بريساكارو 3–6، 2–6، 2–6                       | مريام بلغارو                          | صوفيا كوستولاس أليس راميه                | كاثارينا هوبغارسكي فيدريكا بيلاردو ليزا بيجاتو أيلا أكسو                        |
| 10 أبريل | سانتا مارغريتا دي بولا، إيطاليا ترابية W25 السحوبات الفردية والزوجية                                                                          | ماريانا دراجيتش · أناستاسيا جاسانوفا · 5–7، 4–6      | زيبيك كولامبايفا سافو ساكيللاريدي     | صوفيا كوستولاس أليس راميه                | كاثارينا هوبغارسكي فيدريكا بيلاردو ليزا بيجاتو أيلا أكسو                        |
| 10 أبريل | أوساكا، اليابان صلبة W25 قرعة الفردي والزوجي                                                                                                  | ماديسون إنجليس 6–3، 7–6(7–2)                         | هان نا-لاي                            | كيوكا أوكامورا يو إكسياودي               | جانغ سو جونج ألكسندرا بوزوفيتش جورجينا غارسيا بيريز هاروكا كاجي                 |
| 10 أبريل | أوساكا، اليابان صلبة W25 قرعة الفردي والزوجي                                                                                                  | ألكسندرا بوزوفيتش بيترا هول 6–2، 6–3                 | لي بي تشي لي يا هسون                  | كيوكا أوكامورا يو إكسياودي               | جانغ سو جونج ألكسندرا بوزوفيتش جورجينا غارسيا بيريز هاروكا كاجي                 |
| 10 أبريل | بوكا راتون، الولايات المتحدة ترابية W25 قرعة الفردي والزوجي                                                                                   | كارولين دولهايد 6–4، 6–4                             | هيلي بابتيست                          | غابرييلا لي ساتشيا فيكري                 | إيما نافارو كاترينا سكوت يوليا ستارودوبتسيفا كاتارزينا كاوا                     |
| 10 أبريل | بوكا راتون، الولايات المتحدة ترابية W25 قرعة الفردي والزوجي                                                                                   | ماكنا جونز جيمي لوب 5–7، 6–3، [10–8]                 | صوفيا سوينغ فاني ستولار               | غابرييلا لي ساتشيا فيكري                 | إيما نافارو كاترينا سكوت يوليا ستارودوبتسيفا كاتارزينا كاوا                     |
| 10 أبريل | تيلدي، إسبانيا ترابية W15 قرعة الفردي والزوجي                                                                                                 | لورا ماير 7–5، 6–2                                   | أوليساندرا أولينيكوفا                 | مي تيانمي أليساندرا مازولا               | كيآرا جيريللي بولا أرياس مانخون شينا بنامار لايا باتريتش                        |
| 10 أبريل | تيلدي، إسبانيا ترابية W15 قرعة الفردي والزوجي                                                                                                 | مي تيانمي شين جي-هو 6–4، 6–3                         | جوليا كريسشينزي ماري ماترو            | مي تيانمي أليساندرا مازولا               | كيآرا جيريللي بولا أرياس مانخون شينا بنامار لايا باتريتش                        |
| 10 أبريل | المنستير، تونس صلبة W15 قرعة الفردي والزوجي                                                                                                   | جينا دي فالكو 6–2، 6–0                               | أرينا فاسيليسكو                       | يفون كافالي رايمرز وانغ جياكي            | سيلينا دال إستر باتاي نينا رادوفانوفيتش جوليتا سانر                             |
| 10 أبريل | المنستير، تونس صلبة W15 قرعة الفردي والزوجي                                                                                                   | نعيمة كاراموكو نينا رادوفانوفيتش 7–5، 6–4            | يفون كافالي رايمرز تيجا تيرونلفيل     | يفون كافالي رايمرز وانغ جياكي            | سيلينا دال إستر باتاي نينا رادوفانوفيتش جوليتا سانر                             |
| 10 أبريل | أنطاليا، تركيا ترابية W15 قرعة الفردي والزوجي                                                                                                 | فيكي فان دي بير 3–6، 6–3، 6–2                        | ميكايلا لاكي                          | فاليريا أوليانوفكايا · إلينكا أمارياي    | جولي ستروبيلوفا · أنستازيا جوريفا · أليفينا إبراغيموفا · فابيين جيتورت          |
| 10 أبريل | أنطاليا، تركيا ترابية W15 قرعة الفردي والزوجي                                                                                                 | كاثارينا هيرينج ناتاليا سيدلييسكا 6–2، 7–5           | كاترينا دياتلوفا شتيفانا لازار        | فاليريا أوليانوفكايا · إلينكا أمارياي    | جولي ستروبيلوفا · أنستازيا جوريفا · أليفينا إبراغيموفا · فابيين جيتورت          |
| 17 أبريل | أويرس ليديز أوبن أويرس، البرتغال تراب W100 فردي – زوجي                                                                                        | دانكا كوفينتش 6–2، 6–2                               | ريبيكا ماساروفا                       | سارا سوريبس تورمو ميار شريف              | ماري بوزكوفا · إريكا أندريفا · مويوكا أوشيجيما · كلارا تاوسون                   |
| 17 أبريل | أويرس ليديز أوبن أويرس، البرتغال تراب W100 فردي – زوجي                                                                                        | ألريكك إيكري إري هوزمي 4–6، 6–4، [10–5]              | فرانسيسكا خورخي ماتيلد خورخي          | سارا سوريبس تورمو ميار شريف              | ماري بوزكوفا · إريكا أندريفا · مويوكا أوشيجيما · كلارا تاوسون                   |
| 17 أبريل | LTP تشارلستون برو تنس تشارلستون، الولايات المتحدة تراب W100 فردي – زوجي                                                                       | إيما نافارو 2–6، 6–2، 7–5                            | بايتون ستيرنز                         | كارولين دولهايد ماديسون برينجل           | كلوي بيك ناو هيبينو يوان يوي ستورم ساندرز                                       |
| 17 أبريل | LTP تشارلستون برو تنس تشارلستون، الولايات المتحدة تراب W100 فردي – زوجي                                                                       | صوفي تشانغ أنجيلا كوليكوف 6–3، 6–4                   | أشلين كروجر روبين مونتجمري            | كارولين دولهايد ماديسون برينجل           | كلوي بيك ناو هيبينو يوان يوي ستورم ساندرز                                       |
| 17 أبريل | كوبر أوبن كوبر (سلوفينيا)، سلوفينيا تراب W60 فردي – زوجي                                                                                      | أليونا بولسوفا 3–6، 6–2، 4–1 انسحاب.                 | إرينا براء                            | جاكلين كريستيان أندريا ميتو              | كريستينا دميتروك · ريكا لوكا جاني · سيلفيا أمبروسيو · جيسيكا بوزاس مانيرو       |
| 17 أبريل | كوبر أوبن كوبر (سلوفينيا)، سلوفينيا تراب W60 فردي – زوجي                                                                                      | إرينا براء أندريا ميتو 6–2، 6–3                      | سوزان لامينس كايلاه مكفي              | جاكلين كريستيان أندريا ميتو              | كريستينا دميتروك · ريكا لوكا جاني · سيلفيا أمبروسيو · جيسيكا بوزاس مانيرو       |
| 17 أبريل | بيلينزونا ليديز أوبن بيلينزونا، سويسرا تراب W60 فردي – زوجي                                                                                   | ميرا أندريفا · 2–6، 6–1، 6–4                         | فيونا فيرو                            | سيلين نيف ناتاليا كوستيتش                | ماري بينوا زينب صنميز رالوكا شيربان باربورا باليكوفا                            |
| 17 أبريل | بيلينزونا ليديز أوبن بيلينزونا، سويسرا تراب W60 فردي – زوجي                                                                                   | كوني بيرين آنا سيسكوفا 3–6، 7–6(11–9)، [10–5]        | فريا كريستي آلي كولينز                | سيلين نيف ناتاليا كوستيتش                | ماري بينوا زينب صنميز رالوكا شيربان باربورا باليكوفا                            |
| 17 أبريل | غواياكيل، الإكوادور تراب W25 [https://www.itftennis.com/en/tournament/w25-guayaquil/ecu/2023/w-itf-ecu-01a-2023/draws-and-results/ فردي وزوجي | جوليا رييرا 6–2، 7–5                                 | فرانسيسكا جونز                        | سولانا سييرا يو إكسياودي                 | سيوني مينديز دانييلا فيسماني مارين بارتود بريسيكا مادلين نوجروهو                |
| 17 أبريل | غواياكيل، الإكوادور تراب W25 [https://www.itftennis.com/en/tournament/w25-guayaquil/ecu/2023/w-itf-ecu-01a-2023/draws-and-results/ فردي وزوجي | جيسي آني صوفيا سوينج 6–0، 6–2                        | نويليا بوزو زانوتي آني فانجيلوفا      | سولانا سييرا يو إكسياودي                 | سيوني مينديز دانييلا فيسماني مارين بارتود بريسيكا مادلين نوجروهو                |
| 17 أبريل | شرم الشيخ، مصر صلب W25 قرعة الفردي والزوجي | تيميا بابوش 6–4، 6–1                                 | ماريا تيموفييفا                       | ليندا كليموفيتشوفا إيلينا تيوودورا كادار | ساندرا سمير مارتينا كوبكا آنا بروجان ريبيكا سرامكوفا                            |
| 17 أبريل | شرم الشيخ، مصر صلب W25 قرعة الفردي والزوجي | جاو شينيو وانغ ميلينغ 6–3، 6–2                       | أجلايا فيدوروفا · داريا شاوها         | ليندا كليموفيتشوفا إيلينا تيوودورا كادار | ساندرا سمير مارتينا كوبكا آنا بروجان ريبيكا سرامكوفا                            |
| 17 أبريل | نوتنغهام، المملكة المتحدة صلب W25 قرعة الفردي والزوجي                                                                                         | أرينا روديونوفا 6–2، 6–1                             | أريان هارتونو                         | كاتي دان أديتيا كاروناراتني              | هانا كلوجمان نايكثا بينز إيلينا مالويجينا مانون ليونارد                         |
| 17 أبريل | نوتنغهام، المملكة المتحدة صلب W25 قرعة الفردي والزوجي                                                                                         | نايكثا بينز مايا لومسدن 6–1، 6–4                     | روتوجا بسالي أنكيتا راينا             | كاتي دان أديتيا كاروناراتني              | هانا كلوجمان نايكثا بينز إيلينا مالويجينا مانون ليونارد                         |
| 17 أبريل | سانتا مارجريتا دي بولا، إيطاليا طين W25 قرعة الفردي والزوجي                                                                                   | سارا تشاكاريفيتش 6–2، 6–4                            | كاتارينا زافاتسكا                     | ديا هردجلاش سوناي كارتال                 | إيكاترينا ماكاروفا · كايزا رينالدو بيرسون · إيفا فيدر · أناستاسيا جاسانوفا      |
| 17 أبريل | سانتا مارجريتا دي بولا، إيطاليا طين W25 قرعة الفردي والزوجي                                                                                   | ميساكي ماتسودا إيكوني يامازاكي 4–6، 6–2، [11–9]      | بيانكا فرنانديز كيارا شول             | ديا هردجلاش سوناي كارتال                 | إيكاترينا ماكاروفا · كايزا رينالدو بيرسون · إيفا فيدر · أناستاسيا جاسانوفا      |
| 17 أبريل | زيفيرهيلز، الولايات المتحدة طين W25 قرعة الفردي والزوجي                                                                                       | ماكينا جونز 5–7، 6–4، 6–1                            | هانا تشانغ                            | ألورا زاماريبا فاني ستولار               | أوانا جورجيتا سيميون سوزان بانديتشي يوليا ستارودوبتسيفا فرانشيسكا دي لورينزو    |
| 17 أبريل | زيفيرهيلز، الولايات المتحدة طين W25 قرعة الفردي والزوجي                                                                                       | ماريا كونونوفا · يوليا ستارودوبتسيفا · 7–5، 6–3      | جادا هارت راشيدا مكادو                | ألورا زاماريبا فاني ستولار               | أوانا جورجيتا سيميون سوزان بانديتشي يوليا ستارودوبتسيفا فرانشيسكا دي لورينزو    |
| 17 أبريل | أوساكا، اليابان صلب W15 قرعة الفردي والزوجي                                                                                                   | ناتسومي كواجوتشي 6–4، 6–1                            | ميهو كوراموتشي                        | آوي إيتو أيانو شيميزو                    | إيري شيميزو مايوكا أيكاوا لي أون هاي لي يا هسون                                 |
| 17 أبريل | أوساكا، اليابان صلب W15 قرعة الفردي والزوجي                                                                                                   | آوي إيتو ميو موشيكا 6–4، 6–7(5–7)، [10–6]            | تشوي جي هي لي يا هسون                 | آوي إيتو أيانو شيميزو                    | إيري شيميزو مايوكا أيكاوا لي أون هاي لي يا هسون                                 |
| 17 أبريل | كورشوملييسكا بانيا، صربيا طين W15 قرعة الفردي والزوجي                                                                                         | ليوني كونغ 7–6(9–7)، 6–1                             | لافينيا تانسيا                        | كسينيا لاسكوتوفا · إفيالينا لاسكيفيتش    | صوفيا روكيتّي · ديميترا بافلو · بويانا مارينكوفيتش · أناستاسيا سوخوتينا          |
| 17 أبريل | كورشوملييسكا بانيا، صربيا طين W15 قرعة الفردي والزوجي                                                                                         | كاتارينا كوزموفا · كسينيا لاسكوتوفا · 7–5، 6–3       | ليوني كونغ بويانا مارينكوفيتش         | كسينيا لاسكوتوفا · إفيالينا لاسكيفيتش    | صوفيا روكيتّي · ديميترا بافلو · بويانا مارينكوفيتش · أناستاسيا سوخوتينا          |
| 17 أبريل | تيلدي، إسبانيا طين W15 قرعة الفردي والزوجي | أوليكساندرا أولينيكوفا 6–3، 6–1                      | كلاوديا بوبليتي                       | أستريد لو يان فون شين جي هو              | ماريا خوسيه بورتيو راميريز مارتا سوريانو سانتياغو مارتينا كاريغارو أرابيلا كولر |
| 17 أبريل | تيلدي، إسبانيا طين W15 قرعة الفردي والزوجي | جوليا كريسنسول ماري مترو 2–6، 7–5، [10–7]            | أبيجيل آموس أرابيلا كولر              | أستريد لو يان فون شين جي هو              | ماريا خوسيه بورتيو راميريز مارتا سوريانو سانتياغو مارتينا كاريغارو أرابيلا كولر |
| 17 أبريل | المنستير، تونس صلب W15 قرعة الفردي والزوجي | نينا رادوفانوفيتش 7–5، 7–5                           | جينا ديفالكو                          | إيفون كافالي ريميرز كاتيرينا لازارينكو   | وانغ جياكي مايل لوكلير سيلينا دال أليسا ريجور                                   |
| 17 أبريل | المنستير، تونس صلب W15 قرعة الفردي والزوجي | أستريد سيروت وانغ جياكي انسحاب                       | إيفون كافالي ريميرز تيجا تيرونلفيلي   | إيفون كافالي ريميرز كاتيرينا لازارينكو   | وانغ جياكي مايل لوكلير سيلينا دال أليسا ريجور                                   |
| 17 أبريل | أنطاليا، تركيا طين W15 قرعة الفردي والزوجي | جولي شتربلوڤا 6–7(2–7)، 6–1، 6–2                     | إيلاي يوروك                           | ديانا ديميدوفا · لارا سالدن              | ميكايلا لاكي · فابيين جيتوارت · ناتاليا سيدليسكا · أناستاسيا جوريفا             |
| 17 أبريل | أنطاليا، تركيا طين W15 قرعة الفردي والزوجي | كاثرينا هيرينغ ناتاليا سيدليسكا 6–3، 6–2             | باشاك إرايدن سونيا زيبييفا            | ديانا ديميدوفا · لارا سالدن              | ميكايلا لاكي · فابيين جيتوارت · ناتاليا سيدليسكا · أناستاسيا جوريفا             |
| 24 أبريل | بطولة مستشفى بورز هيد للتنس للسيدات شارلوتسفيل، الولايات المتحدة طين W60 فردي – زوجي                                                          | إيما نافارو 6–1، 6–1                                 | أشلين كروجر                           | كارولين دولهايد غريس مين                 | ديانا شنايدر · ريناتا زارازوا · كايلا داي · ماريا لوردس كارلي                   |
| 24 أبريل | بطولة مستشفى بورز هيد للتنس للسيدات شارلوتسفيل، الولايات المتحدة طين W60 فردي – زوجي                                                          | صوفي تشانغ يوان يوي 3–6، 3–6                         | ناو هيبينو فاني ستولار                | كارولين دولهايد غريس مين                 | ديانا شنايدر · ريناتا زارازوا · كايلا داي · ماريا لوردس كارلي                   |
| 24 أبريل | إيدج إسطنبول إسطنبول، تركيا طين W60 فردي – زوجي                                                                                               | إرينا براء 6–7(2–7)، 4–6، 1–6                        | بيرفو جنكيز                           | إيلاري يوريك · داريا أستاخوفا            | إيكاترينا ماكلاكوفا · إيكاترينا مكاروفا · زينب سونميز · سارا بيليك              |
| 24 أبريل | إيدج إسطنبول إسطنبول، تركيا طين W60 فردي – زوجي                                                                                               | دليلا ياكوبوفيتش · إيرينا خروماتشيفا · 6–7(7–3)، 4–6 | بريسيلا هون فاليريا ستراخوفا          | إيلاري يوريك · داريا أستاخوفا            | إيكاترينا ماكلاكوفا · إيكاترينا مكاروفا · زينب سونميز · سارا بيليك              |
| 24 أبريل | أُويراس سيتو أوبن أُويراس، البرتغال طين W60 فردي – زوجي                                                                                         | نيجينا أبدوريموفا 6–1، 4–6، 3–6                      | فرانسيسكا خورخي                       | غريت مينين فرناندا كونتريرز              | يوليا هاتوكوفا · جوستينا ميكولسكيت · إلسا جاكيموت · آسيا محمد                   |
| 24 أبريل | أُويراس سيتو أوبن أُويراس، البرتغال طين W60 فردي – زوجي                                                                                         | فرناندا كونتريرز إنجريد جامارا مارتينس 3–6، 2–6      | جيسيكا ماليشكووفا ريناتا فوراكوفا     | غريت مينين فرناندا كونتريرز              | يوليا هاتوكوفا · جوستينا ميكولسكيت · إلسا جاكيموت · آسيا محمد                   |
| 24 أبريل | كالفي، فرنسا صلب W40+H قرعة الفردي والزوجي | لوكريتسيا ستيفانيني 2–6، 6–3، 3–6                    | هيذر واتسون                           | جيسيكا بونشيت هارموني تان                | فاليريا سافينيخ · هارييت دارت · داريا سنيغور · نايكثا بينز                      |
| 24 أبريل | كالفي، فرنسا صلب W40+H قرعة الفردي والزوجي | نايكثا بينز مايا لامسدين 4–6، 6–3، [7–10]            | إستيل كاسينو أنكيتا راينا             | جيسيكا بونشيت هارموني تان                | فاليريا سافينيخ · هارييت دارت · داريا سنيغور · نايكثا بينز                      |
| 24 أبريل | غواياكيل، إكوادور طين W25 قرعة الفردي والزوجي                                                                                                 | جوليا رييرا 4–6، 6–4، 4–6                            | سولانا سييرا                          | سيون مينديز فرانسيسكا جونز               | نواليا زيبالوس دانييلا فيسماني مارتينا كابورو تابوردا صوفيا سوينغ               |
| 24 أبريل | غواياكيل، إكوادور طين W25 قرعة الفردي والزوجي                                                                                                 | جيسي أيني صوفيا سوينغ 6–1، 2–6                       | آنا كانديوتو ريبيكا بيريرا            | سيون مينديز فرانسيسكا جونز               | نواليا زيبالوس دانييلا فيسماني مارتينا كابورو تابوردا صوفيا سوينغ               |
| 24 أبريل | نوتنغهام، المملكة المتحدة صلب W25 قرعة الفردي والزوجي                                                                                         | أرينا روديونوفا 4–6، 6–4، 2–6                        | أمارني بانكس                          | روتوجا بسالي إيميلي أبلتون               | يوهان سفيندسن ديانا مارسنكفيتشا فيكتوريا مورفايوفا لورين جون-بابتيست            |
| 24 أبريل | نوتنغهام، المملكة المتحدة صلب W25 قرعة الفردي والزوجي                                                                                         | إيميلي أبلتون لورين جون-بابتيست 4–6، 3–6             | روتوجا بسالي أريان هارتونو            | روتوجا بسالي إيميلي أبلتون               | يوهان سفيندسن ديانا مارسنكفيتشا فيكتوريا مورفايوفا لورين جون-بابتيست            |
| 24 أبريل | أوسييك، كرواتيا طين W25 قرعة الفردي والزوجي                                                                                                   | فيرونيكا إرجييفيتش 5–7، 2–6                          | تينا لوكاس                            | أنطونيا روزيتش دومينيكا شالكوفا          | لوسي هافليتشوفا سيلفيا أمبروسيو باي زواكوان بيترا مارسينكو                      |
| 24 أبريل | أوسييك، كرواتيا طين W25 قرعة الفردي والزوجي                                                                                                   | دومينيكا شالكوفا جولي شترابلوفا 3–6، 4–6             | دينيسا هيندوفا كارولينا كوبانوفا      | أنطونيا روزيتش دومينيكا شالكوفا          | لوسي هافليتشوفا سيلفيا أمبروسيو باي زواكوان بيترا مارسينكو                      |
| 24 أبريل | سانتا مارغيريتا دي بولا، إيطاليا طين W25 قرعة الفردي والزوجي                                                                                  | نيكولا بارتونكوفا 0–6، 5–7                           | يلينا إن-ألبون                        | آنه شيفر كاثينكا فون ديكمان              | ديا هردجلاش فيديريكا بيلاردو فيرونيكا فالكوفسكا نادين كيلر                      |
| 24 أبريل | سانتا مارغيريتا دي بولا، إيطاليا طين W25 قرعة الفردي والزوجي                                                                                  | أليساندرا تيودوسكيو فيديريكا أورجيسي 4–6، 3–6        | ماري بينوا ديا هردجلاش                | آنه شيفر كاثينكا فون ديكمان              | ديا هردجلاش فيديريكا بيلاردو فيرونيكا فالكوفسكا نادين كيلر                      |
| 24 أبريل | أنطاليا، تركيا طين W15 قرعة الفردي والزوجي | ديانا ديميدوفا · 6–4، 6–3                            | ميرايانا تونا                         | فاليريا يوشينكو · لارا سالدن             | أولادزيسلافا زفيريفا · ألينا غرانوير · دوغا توركمان · إيفيلين تيرون             |
| 24 أبريل | أنطاليا، تركيا طين W15 قرعة الفردي والزوجي | مريل هودت ميرايانا تونا 6–4، 6–4                     | أسيلجان أريستانبيكوفا دانا بيدولات    | فاليريا يوشينكو · لارا سالدن             | أولادزيسلافا زفيريفا · ألينا غرانوير · دوغا توركمان · إيفيلين تيرون             |
| 24 أبريل | فوكوي، اليابان صلب W15 قرعة الفردي والزوجي | ميهو كوراموتشي 7–5، 3–0 انسحاب.                      | لي يا-هسوان                           | رينون أوكواكي هيماري ساتو                | هونكا كوباياشي آوي إيتو رينكو ماتسودا ليزا-ماري ريوكس                           |
| 24 أبريل | فوكوي، اليابان صلب W15 قرعة الفردي والزوجي | لي يو-يون رينون أوكواكي 3–6، 6–4، [10–8]             | إيرينا هاياشي كيسا يوشيوكا            | رينون أوكواكي هيماري ساتو                | هونكا كوباياشي آوي إيتو رينكو ماتسودا ليزا-ماري ريوكس                           |
| 24 أبريل | كورشوملييسكا بانجا، صربيا طين W15 قرعة الفردي والزوجي                                                                                         | ليوني كونغ 6–3، 6–2                                  | لافينيا تاناسي                        | صوفيا روكتشي · إيفيالينا لاسكيفيتش       | ماتيلد ماراني لارا ستويانوفسكي ديميترا بافلو سوانا توكاكوفيتش                   |
| 24 أبريل | كورشوملييسكا بانجا، صربيا طين W15 قرعة الفردي والزوجي                                                                                         | مادليف هاجيمان مايا رادنكوفيتش 6–3، 4–6، [10–6]      | لورا سيليكوفا · إيفيالينا لاسكيفيتش   | صوفيا روكتشي · إيفيالينا لاسكيفيتش       | ماتيلد ماراني لارا ستويانوفسكي ديميترا بافلو سوانا توكاكوفيتش                   |
| 24 أبريل | المنستير، تونس صلب W15 قرعة الفردي والزوجي | إيزابيلا شنيكوفا 3–6، 6–4، 6–1                       | ليزا مايز                             | سلمى دروجدوفا إيلينا ميلوفانوفيتش        | كاترينا لازارينكو سيلينا دال إيمانويل جيرار فيشنافي أدكار                       |
| 24 أبريل | المنستير، تونس صلب W15 قرعة الفردي والزوجي | ليلي فيركلاف ليزا مايز 5–7، 6–2، [10–4]              | ديمي تران ليان تران                   | سلمى دروجدوفا إيلينا ميلوفانوفيتش        | كاترينا لازارينكو سيلينا دال إيمانويل جيرار فيشنافي أدكار                       |
| 24 أبريل | تيلدي، إسبانيا طين W15 قرعة الفردي والزوجي | باولا أرياس مانخون 7–5، 6–4                          | كيلا مافيه                            | جيمار جيرالدين جيرالد غونزاليس ماري مترو | مارتينا كاريغارو آمي زو أبيغيل آموس لايا بيتريتك                                |
| 24 أبريل | تيلدي، إسبانيا طين W15 قرعة الفردي والزوجي | كيلا مافيه ماري مترو 7–5، 6–2                        | إيرينا بالوس باتريسيا باوكستيتė       | جيمار جيرالدين جيرالد غونزاليس ماري مترو | مارتينا كاريغارو آمي زو أبيغيل آموس لايا بيتريتك                                |

### مايو
| الأسبوع | البطولة                                                                               | الفائزات                                                      | الوصيفات                                   | المتأهلات لنصف النهائي                               | المتأهلات لربع النهائي                                                          |
| ------- | ------------------------------------------------------------------------------------- | ------------------------------------------------------------- | ------------------------------------------ | ---------------------------------------------------- | ------------------------------------------------------------------------------- |
| 1 مايو  | بطولة FineMark لتنس المحترفات بونيتا سبرنغز، الولايات المتحدة ترابية W100 فردي - زوجي | كايلا داي 6–2، 6–2                                            | آن لي                                      | أسترا شارما كارولين دولهايد                          | ريناتا زارازوا ساتشيا فيكري كيتلين كيفيدو مارسيلا زكرياس                        |
| 1 مايو  | بطولة FineMark لتنس المحترفات بونيتا سبرنغز، الولايات المتحدة ترابية W100 فردي - زوجي | ماكينا جونز جيمي لوب 5–7، 6–4، [10–2]                         | أشلين كروجر روبن مونتجمري                  | أسترا شارما كارولين دولهايد                          | ريناتا زارازوا ساتشيا فيكري كيتلين كيفيدو مارسيلا زكرياس                        |
| 1 مايو  | بطولة فيسبادن للتنس ألمانيا ترابية W100 فردي - زوجي                                   | إلينا أڤانيسيان · 6–2، 6–0                                    | جايمي فورليس                               | سينيا كراوس سيمونا فالتيرت                           | دليلا ياكوبوفيتش أوليفيا جاديكي لويس بواسون كيمبرلي بيريل                       |
| 1 مايو  | بطولة فيسبادن للتنس ألمانيا ترابية W100 فردي - زوجي                                   | جايمي فورليس أوليفيا جاديكي 6–1، 6–4                          | إميلي أبلتون جوليا لوف                     | سينيا كراوس سيمونا فالتيرت                           | دليلا ياكوبوفيتش أوليفيا جاديكي لويس بواسون كيمبرلي بيريل                       |
| 1 مايو  | كأس كانغارو غيفو، اليابان صلبة W80 فردي - زوجي                                        | هيمينو ساكاتسومي 7–5، 6–3                                     | كاتي بولتر                                 | جانغ سو جونج لي يا-هسوان                             | رينا سايغو هاروكا كاجي سارة سايتو ماي هونتاما                                   |
| 1 مايو  | كأس كانغارو غيفو، اليابان صلبة W80 فردي - زوجي                                        | هان نا-لي جانغ سو جونج 7–6(7–3)، 2–6، [10–8]                  | لي يا-هسوان وو فانغ-هسين                   | جانغ سو جونج لي يا-هسوان                             | رينا سايغو هاروكا كاجي سارة سايتو ماي هونتاما                                   |
| 1 مايو  | Advantage Cars Prague Open براغ، التشيك طين W60 فردي – زوجي                           | داريا سيمينستايا 2–6، 6–3، 6–4                                | جيسيكا بوزاس مانيرو                        | تينا لوكاس نيكولا بارتونكوفا                         | سادا ناهيانا ريبيكا سرامكوفا إلينكا أمارياي بريسكيلا هون                        |
| 1 مايو  | Advantage Cars Prague Open براغ، التشيك طين W60 فردي – زوجي                           | مايا شوالينسكا جيسيكا ماليشكوفا 6–0، 7–6(7–5)                 | أنيتا كوتشموفا كايلا مكفي                  | تينا لوكاس نيكولا بارتونكوفا                         | سادا ناهيانا ريبيكا سرامكوفا إلينكا أمارياي بريسكيلا هون                        |
| 1 مايو  | تبليسي، جورجيا صلب W40 قرعة الفردي والزوجي                                            | ستايسي فانج 6–4، انسحاب                                       | فيتاليا دياتشينكو                          | أنكيتا راينا ديانا رادانوفيتش                        | سهاجا يامالابالي · إيكاترين جورجودزي · فاليريا سافينيخ · إلينا بريدانكينا       |
| 1 مايو  | تبليسي، جورجيا صلب W40 قرعة الفردي والزوجي                                            | إيكاترين جورجودزي أنكيتا راينا 4–6، 6–2، [10–6]               | أنستاسيا زخاروفا · أنستاسيا زولوتاريفا     | أنكيتا راينا ديانا رادانوفيتش                        | سهاجا يامالابالي · إيكاترين جورجودزي · فاليريا سافينيخ · إلينا بريدانكينا       |
| 1 مايو  | توسا دي مار، إسبانيا بساط W25+H قرعة الفردي والزوجي                                   | فرانسيسكا كورمي 6–2، 7–6(7–2)                                 | جورجينا غارسيا بيريز                       | داريا سنيغور فديريكا دي سارا                         | ميهيلا دياكوفيتش · ناهيا بيريكوشيا · لوسي نغوين تان · ماريا بوندارينكو          |
| 1 مايو  | توسا دي مار، إسبانيا بساط W25+H قرعة الفردي والزوجي                                   | جورجينا غارسيا بيريز كوني بيرين 4–6، 6–3، [10–7]              | مارثا ماتولا أرينيا فاسيليسكو              | داريا سنيغور فديريكا دي سارا                         | ميهيلا دياكوفيتش · ناهيا بيريكوشيا · لوسي نغوين تان · ماريا بوندارينكو          |
| 1 مايو  | ألامينوس-لارنكا، قبرص طين W25 قرعة الفردي والزوجي                                     | تيميا بابوش 6–4، 5–7، 7–6(7–5)                                | رالوكا سيربان                              | ميرينا تونا سيلفيا أمبروسيو                          | أميلي فان إيمب جيورجيا بينتو إيما ليني ناتاليا سزابانين                         |
| 1 مايو  | ألامينوس-لارنكا، قبرص طين W25 قرعة الفردي والزوجي                                     | لويسا ماير أوف دير هايد ميرينا تونا 7–5، 6–4                  | رالوكا سيربان ماريا سيوباتشا               | ميرينا تونا سيلفيا أمبروسيو                          | أميلي فان إيمب جيورجيا بينتو إيما ليني ناتاليا سزابانين                         |
| 1 مايو  | نوتنغهام، المملكة المتحدة صلب W25 قرعة الفردي والزوجي                                 | هارييت دارت 6–0، 6–2                                          | تايله برستون                               | أرينا روديونوفا إيلينا-تيودورا كادار                 | جولي بيلجرافير إليز مالوني لورين جون-بابتيست كلارا فلاسيلر                      |
| 1 مايو  | نوتنغهام، المملكة المتحدة صلب W25 قرعة الفردي والزوجي                                 | نايكثا بينز مايا لومسدين 4–6، 6–4، [10–6]                     | لو جياجينغ إيلينا مالوجينا                 | أرينا روديونوفا إيلينا-تيودورا كادار                 | جولي بيلجرافير إليز مالوني لورين جون-بابتيست كلارا فلاسيلر                      |
| 1 مايو  | سانتا مارغريتا دي بولا، إيطاليا طين W25 قرعة الفردي والزوجي                           | فالنتيني جراماتيكاوبولو 6–4، 6–1                              | كاثينكا فون ديكمان                         | فيكتوريا خيمينيز كاسينتسيفا فديريكا بيلاردو          | بيانكا فرنانديز فيرجينيا فيرارا أوانا جافريلا أناستازيا أباجناتو                |
| 1 مايو  | سانتا مارغريتا دي بولا، إيطاليا طين W25 قرعة الفردي والزوجي                           | أوانا جافريلا سافو ساكيلاريدي 6–1، 6–1                        | ليكسي ستيفنز أنيتا هوساريتش                | فيكتوريا خيمينيز كاسينتسيفا فديريكا بيلاردو          | بيانكا فرنانديز فيرجينيا فيرارا أوانا جافريلا أناستازيا أباجناتو                |
| 1 مايو  | كورشومليسكا بانيا، صربيا طين W15 قرعة الفردي والزوجي                                  | وانغ ميلينغ 6–2، 7–6(8–6)                                     | زيفا فالكينر                               | مايا رادينكوفيتش · إفيالينا لاسكيفيتش                | مادليف هاجيمان ماتيلد مارياني إيلينا كوروكوزيدي ناتاليا سينيك                   |
| 1 مايو  | كورشومليسكا بانيا، صربيا طين W15 قرعة الفردي والزوجي                                  | مارغريتا إغناتييفا · أناستازيا سوخوتينا · 7–5، 6–1            | إيلينا ميتيتش أنيا ستانكوفيتش              | مايا رادينكوفيتش · إفيالينا لاسكيفيتش                | مادليف هاجيمان ماتيلد مارياني إيلينا كوروكوزيدي ناتاليا سينيك                   |
| 1 مايو  | المنستير، تونس صلب W15 قرعة الفردي والزوجي                                            | جوليا ستاماتوفا 6–3، 7–6(7–5)                                 | ماري فيليت                                 | فيشنافي أدكار سلمى دروجدوفا                          | هانا بوجوفا لارا فيفر بيفرلي نيانجون زدينا شافاروفا                             |
| 1 مايو  | المنستير، تونس صلب W15 قرعة الفردي والزوجي                                            | زدينا شافاروفا ماري فيليت 6–0، 6–4                            | نينا روديوكوفا · إليزافيتا شبكينا          | فيشنافي أدكار سلمى دروجدوفا                          | هانا بوجوفا لارا فيفر بيفرلي نيانجون زدينا شافاروفا                             |
| 1 مايو  | أنطاليا، تركيا طين W15 قرعة الفردي والزوجي                                            | فاليريا يوشتشينكو · 7–6(7–3)، 6–0                             | أليفتينا إبراهيموفا                        | سلين سيمونيو هيلينا بوخوولد                          | جانغ روين · ألكسندرا شوبلاديزي · إيلاي يوروك · دانا تشارينتسيفا                 |
| 1 مايو  | أنطاليا، تركيا طين W15 قرعة الفردي والزوجي                                            | أليفتينا إبراهيموفا · ألكسندرا شوبلاديزي · 4–6، 6–1، [10–3]   | ليلى نيلوفر ألماس باشاك إيريدن             | سلين سيمونيو هيلينا بوخوولد                          | جانغ روين · ألكسندرا شوبلاديزي · إيلاي يوروك · دانا تشارينتسيفا                 |
| 1 مايو  | فاربيرغ، السويد طين W15 قرعة الفردي والزوجي                                           | يانا بوجوفيتش 1–6، 7–6(7–2)، 6–3                              | داريا لوباتيكا                             | فاني أوستلوند أولكسندرا أولينيكوفا                   | فيليبا بروغشات نيللي تارايا والبرغ نيكول فوسا هيرجو تيلدا هيسلريد               |
| 1 مايو  | فاربيرغ، السويد طين W15 قرعة الفردي والزوجي                                           | داريا لوباتيتسكا داريا ييسيبشوك انسحاب                        | أوليفيا غرام أوليكساندرا أولينيكوفا        | فاني أوستلوند أولكسندرا أولينيكوفا                   | فيليبا بروغشات نيللي تارايا والبرغ نيكول فوسا هيرجو تيلدا هيسلريد               |
| 8 مايو  | إمباير سلوفاك أوبن ترنافا، سلوفاكيا ترابية W100 فردي – زوجي                           | يانينا ويكماير 6–0، 6–3                                       | غريت مينين                                 | لوسي هافليتشوفا كلوي باكيوت                          | كاتارينا زافاتسكا · سوزان لامينز · كريستينا دميتروك · فيكتوريا غولوبيتش         |
| 8 مايو  | إمباير سلوفاك أوبن ترنافا، سلوفاكيا ترابية W100 فردي – زوجي                           | أمينة أنشبا · أناستازيا ديتيوك · 6–3، 4–6، [10–4]             | إستيل كاسينو سوزان لامينز                  | لوسي هافليتشوفا كلوي باكيوت                          | كاتارينا زافاتسكا · سوزان لامينز · كريستينا دميتروك · فيكتوريا غولوبيتش         |
| 8 مايو  | كأس فوكوكا الدولية للسيدات فوكوكا، اليابان ممهدة W60 فردي – زوجي                      | ناتسومي كاواجوتشي انسحاب                                      | كاتي بولتر                                 | إيمينا بيكتاس كارول تشاو                             | ليانغ إن شو ليزيت كابريرا سارا سايتو ما ييكزين                                  |
| 8 مايو  | كأس فوكوكا الدولية للسيدات فوكوكا، اليابان ممهدة W60 فردي – زوجي                      | إيمينا بيكتاس لينا غلشكو 7–5، 6–3                             | ما ييكزين ألانا بارنابي                    | إيمينا بيكتاس كارول تشاو                             | ليانغ إن شو ليزيت كابريرا سارا سايتو ما ييكزين                                  |
| 8 مايو  | بطولة زغرب للسيدات زغرب، كرواتيا ترابية W60 فردي – زوجي                               | جاكلين كريستيان 6–1، 3–6، 7–6(7–0)                            | إيلا سيديل                                 | ديان باري كارول مونيت                                | إيكاترينا ماكاروفا · لينا جيورشكسا · يانا فيت · زينب سونميز                     |
| 8 مايو  | بطولة زغرب للسيدات زغرب، كرواتيا ترابية W60 فردي – زوجي                               | فالنتيني جراماتيكوبولو دليلا ياكوبوفيتش 6–2، 7–5              | كارول مونيت أنتونيا رزيك                   | ديان باري كارول مونيت                                | إيكاترينا ماكاروفا · لينا جيورشكسا · يانا فيت · زينب سونميز                     |
| 8 مايو  | جولة التنس العالمية للسيدات في نيبليز نيبلز، فلوريدا ترابية W60 فردي – زوجي           | كارولين دولهيد 7–5، 7–5                                       | يوليا ستارودوبتسيفا                        | Sophie Chang كايلا داي                               | ريناتا زارازوا ماكارتني كيسلر مارسيلا زكرياس أسترا شارما                        |
| 8 مايو  | جولة التنس العالمية للسيدات في نيبليز نيبلز، فلوريدا ترابية W60 فردي – زوجي           | كريستينا روسكا أسترا شارما 6–1، 7–6(15–13)                    | Sophie Chang أنجيلا كوليكوف                | Sophie Chang كايلا داي                               | ريناتا زارازوا ماكارتني كيسلر مارسيلا زكرياس أسترا شارما                        |
| 8 مايو  | حدث برو سيركيت أورلاندو أورلاندو، فلوريدا ترابية W25 قرعة الفردي والزوجي              | فاني ستولار 7–6(7–4)، 6–2                                     | ديلاينا هيويت                              | كليرفي نغونو كاترينا جوكيتش                          | فكتوريا هو كادينس برايس كاترينا ستيوارت ساياكا إيشيي                            |
| 8 مايو  | حدث برو سيركيت أورلاندو أورلاندو، فلوريدا ترابية W25 قرعة الفردي والزوجي              | ماكننا جونز ماريا ماتيس 6–4، 6–2                              | ديلاينا هيويت كاترينا جوكيتش               | كليرفي نغونو كاترينا جوكيتش                          | فكتوريا هو كادينس برايس كاترينا ستيوارت ساياكا إيشيي                            |
| 8 مايو  | باشتاد، السويد ترابية W25 قرعة الفردي والزوجي                                         | ماريا لوردس كارلي 6–4، 6–3                                    | إيبك أوز                                   | كاجسا رينالدو برسون أليس توبيلو                      | كاثينكا فون ديكمان إيدن سيلفا جيني دورست مارثا ماتولا                           |
| 8 مايو  | باشتاد، السويد ترابية W25 قرعة الفردي والزوجي                                         | جيني دورست فاني أوستلوند 6–4، 6–7(3–7)، [10–7]                | مارتينا كوبكا جيبك كولمباييفا              | كاجسا رينالدو برسون أليس توبيلو                      | كاثينكا فون ديكمان إيدن سيلفا جيني دورست مارثا ماتولا                           |
| 8 مايو  | بلاتجا دآرو، إسبانيا طين W25 قرعة الفردي والزوجي                                      | كارولينا ألفيس 6–1، 6–7(1–7)، 6–4                             | كارلوتا مارتينيز سيريز                     | سوناي كارتال أشلي لاهاي                              | جيسيكا بونشيه لوسيا كورتيس لوركا جيسيكا بوزاس مانييرو هان فاندي وينكل           |
| 8 مايو  | بلاتجا دآرو، إسبانيا طين W25 قرعة الفردي والزوجي                                      | أشلي لاهاي إيلين بيريز 6–3، 3–6، [12–10]                      | فرانسيسكا خورخي ماتيلد خورخي               | سوناي كارتال أشلي لاهاي                              | جيسيكا بونشيه لوسيا كورتيس لوركا جيسيكا بوزاس مانييرو هان فاندي وينكل           |
| 8 مايو  | كاخريتي، جورجيا صلب W25 قرعة الفردي والزوجي                                           | باي زوكسان 6–4، 7–5                                           | فاليريا سافينيخ                            | أناستاسيا زاخاروفا · بولينا ياتسينكو                 | إلينا بريدانكينا · كاتيرينا ماكلاكوفا · آنا بروغان · وي سيتجيا                  |
| 8 مايو  | كاخريتي، جورجيا صلب W25 قرعة الفردي والزوجي                                           | ستايسي فونغ · ماريا كوزيريفا · 7–5، 7–5                       | أغلايا فيدوروفا · داريا شاوها              | أناستاسيا زاخاروفا · بولينا ياتسينكو                 | إلينا بريدانكينا · كاتيرينا ماكلاكوفا · آنا بروغان · وي سيتجيا                  |
| 8 مايو  | فييروماكي، فنلندا صلب W15 قرعة الفردي والزوجي                                         | تمارا كوستيتش 6–0، 7–5                                        | فلادا إكشيباروفا                           | ميلا كوتاماكي إلياسا فانلانغيندونك                   | ميا تشوديجوفا إيزابيلا باريرا أغيري أستريد سيروت جيد بورني                      |
| 8 مايو  | فييروماكي، فنلندا صلب W15 قرعة الفردي والزوجي                                         | فيرونيكا باسزاك أنيت أنجليكا كوسكل 6–1، 6–0                   | كارلوتا موتشيا جوليا ستيفان                | ميلا كوتاماكي إلياسا فانلانغيندونك                   | ميا تشوديجوفا إيزابيلا باريرا أغيري أستريد سيروت جيد بورني                      |
| 8 مايو  | كورشوملييسكا بانيا، صربيا طين W15 قرعة الفردي والزوجي                                 | ميكاييلا لاكي 6–1، 6–4                                        | أنوك كوفيرمانز                             | إيفيالينا لاسكيفيتش · إلينا ميلوفانوفيتش             | أنجيلا لازاريفيتش · ناتاليا سينيك · أريانا بولاتوفا · أنيا ستانكوفيتش           |
| 8 مايو  | كورشوملييسكا بانيا، صربيا طين W15 قرعة الفردي والزوجي                                 | إلينا ميكيتش أنيا ستانكوفيتش 6–2، 6–4                         | جو ميكي وانغ مييلينغ                       | إيفيالينا لاسكيفيتش · إلينا ميلوفانوفيتش             | أنجيلا لازاريفيتش · ناتاليا سينيك · أريانا بولاتوفا · أنيا ستانكوفيتش           |
| 8 مايو  | بورشاخ، النمسا طين W15 قرعة الفردي والزوجي                                            | كارولينا كوهل 6–1، 1–6، 6–4                                   | لارا سالدن                                 | شانتال سافانت · فاليريا أوليانوفكايا                 | مارا غوث ليوني كونغ ستيفانيا بوجيكا إلينكا أمارياي                              |
| 8 مايو  | بورشاخ، النمسا طين W15 قرعة الفردي والزوجي                                            | ليوني كونغ شانتال سافانت وافرة                                | فاليريا أوليانوفكايا · ليندا شفيتشكوفا     | شانتال سافانت · فاليريا أوليانوفكايا                 | مارا غوث ليوني كونغ ستيفانيا بوجيكا إلينكا أمارياي                              |
| 8 مايو  | المنستير، تونس صلب W15 قرعة الفردي والزوجي                                            | رين يوفي 6–0، 6–3                                             | رانا أكوا ستويبر                           | ياسمين منصوري كاتارينا كوزموفا                       | ماري فيليه · تاليا نيلسون غاتينباي · ماغداليني أدالوجلو · فيكتوريا ميخايلوفا    |
| 8 مايو  | المنستير، تونس صلب W15 قرعة الفردي والزوجي                                            | لويز كوونغ آنا أويلاشينكو وافرة                               | سلمى دروجدوفا كاتارينا كوزموفا             | ياسمين منصوري كاتارينا كوزموفا                       | ماري فيليه · تاليا نيلسون غاتينباي · ماغداليني أدالوجلو · فيكتوريا ميخايلوفا    |
| 8 مايو  | أنطاليا، تركيا طين W15 قرعة الفردي والزوجي                                            | ناتاليا سيدليسكا 6–3، 6–2                                     | ماريا سارا بوبا                            | إلاي يوروك أميليا واليجورا                           | جوليا مدندورف ألينا جرانفير أندريا أوبرافوفيتش سيلين سيموني                     |
| 8 مايو  | أنطاليا، تركيا طين W15 قرعة الفردي والزوجي                                            | ناتاليا سيدليسكا دوغا توركمن 6–2، 6–2                         | أنستاسيا كوفاليفا · أنستاسيا سيرجينكو      | إلاي يوروك أميليا واليجورا                           | جوليا مدندورف ألينا جرانفير أندريا أوبرافوفيتش سيلين سيموني                     |
| 15 مايو | Open Villa de Madrid مدريد، إسبانيا تراب W100 فردي – زوجي                             | أولغا دانيلوفيتش 6–2، 6–3                                     | سارا سوريبس تورمو                          | ليلى آني فرنانديز سوزان لامنس                        | أرانتشا روس جاكلين كريستيان أندريا لازارو غارثيا كاتارينا زافاتسكا              |
| 15 مايو | Open Villa de Madrid مدريد، إسبانيا تراب W100 فردي – زوجي                             | ماي هونتاما إري هوزمي 6–0، 7–5                                | إليني خريستوفي ديسبينا باباميتشايل         | ليلى آني فرنانديز سوزان لامنس                        | أرانتشا روس جاكلين كريستيان أندريا لازارو غارثيا كاتارينا زافاتسكا              |
| 15 مايو | Pelham Racquet Club Pro Classic Pelham، ألاباما تراب W60 فردي – زوجي                  | فيرونيكا ميروشنيتشينكو · 7–6(7–5)، 6–2                        | ريناتا زارازوا                             | جيمي لووب روبين أندرسون                              | فيكتوريا هو غريس مين غابرييلا سي ويتني أوسويجوي                                 |
| 15 مايو | Pelham Racquet Club Pro Classic Pelham، ألاباما تراب W60 فردي – زوجي                  | ماكينا جونز جيمي لووب 6–4، 7–5                                | روبين أندرسون إليسيا بولتون                | جيمي لووب روبين أندرسون                              | فيكتوريا هو غريس مين غابرييلا سي ويتني أوسويجوي                                 |
| 15 مايو | Hacı Esmer Avcı Tennis Cup بودروم، تركيا تراب W60 فردي – زوجي                         | ماريا لورديس كارلي 6–4، 6–4                                   | إرينا براء                                 | أندريا بريساكاريو بيرفو جينجيز                       | أمينة أنشبا · داريا سيمنيستايا · جوليا رييرا · ماريا تيموفييفا                  |
| 15 مايو | Hacı Esmer Avcı Tennis Cup بودروم، تركيا تراب W60 فردي – زوجي                         | أوانا جافريلا إيزابيل هافيرلاج 6–4، 7–6(7–3)                  | آيلا أكسو هارييت دارت                      | أندريا بريساكاريو بيرفو جينجيز                       | أمينة أنشبا · داريا سيمنيستايا · جوليا رييرا · ماريا تيموفييفا                  |
| 15 مايو | Open Saint-Gaudens Occitanie ساينت-غودينس، فرنسا تراب W60 فردي – زوجي                 | روبن مونتغومري 7–5، 6–4                                       | أليس روب                                   | نيجينا أبدوريموفا داريا سنيغور                       | مارغو روفروي آنا سيسكوفا لوسي نجوين تان فيكتوريا خيمينيز كاسينتسيفا             |
| 15 مايو | Open Saint-Gaudens Occitanie ساينت-غودينس، فرنسا تراب W60 فردي – زوجي                 | صوفيا لانسيري · آنا سيسكوفا · 6–0، 3–6، [10–6]                | ماريا فرناندا هيرازو أدريانا رياني         | نيجينا أبدوريموفا داريا سنيغور                       | مارغو روفروي آنا سيسكوفا لوسي نجوين تان فيكتوريا خيمينيز كاسينتسيفا             |
| 15 مايو | Kurume U.S.E Cup كورومي (فوكوكا)، اليابان عشب W60 فردي – زوجي                         | إمينا بيكتاس 7–5، 5–7، 6–1                                    | ما يكسين                                   | هاروكا كاجي ليزيت كابريرا                            | ليانغ إن شو أيانو شيميزو وانغ يافان أوليفيا لينسر                               |
| 15 مايو | Kurume U.S.E Cup كورومي (فوكوكا)، اليابان عشب W60 فردي – زوجي                         | تاليا جيبسون وانغ يافان 6–3، 6–3                              | فونا كوزاكي جونري ناميجاتا                 | هاروكا كاجي ليزيت كابريرا                            | ليانغ إن شو أيانو شيميزو وانغ يافان أوليفيا لينسر                               |
| 15 مايو | كورشوملييسكا بانيا، صربيا تراب W25 قرعة الفردي والزوجي                                | جوليا أفدييفا · 6–1، 6–4                                      | لينا جورشيسكا                              | كريستينا دينو جيبك كولامباييفا                       | إيبك أوز كاجسا رينالدو بيرسون كارلوتا مارتينيز سيريإث إيلينا كوروكوزيدي         |
| 15 مايو | كورشوملييسكا بانيا، صربيا تراب W25 قرعة الفردي والزوجي                                | مارتينا كوبكا جيبك كولامباييفا 6–3، 6–3                       | ألكسندرا أزاركو · فيكتوريا بورودولينا      | كريستينا دينو جيبك كولامباييفا                       | إيبك أوز كاجسا رينالدو بيرسون كارلوتا مارتينيز سيريإث إيلينا كوروكوزيدي         |
| 15 مايو | Torneo كونشيتا مارتينيز منتشون، إسبانيا صلب W25 قرعة الفردي والزوجي                   | غابرييلا كنوتسون 6–4، 6–2                                     | مادييسون إنجليس                            | أريان هارتونو إيلين بيريز                            | ميهيلا ديجاكوفيتش جينيفر روغيري جورجينا غارسيا بيريز جيسيكا فايلا               |
| 15 مايو | Torneo كونشيتا مارتينيز منتشون، إسبانيا صلب W25 قرعة الفردي والزوجي                   | غابرييلا دا سيلفا-فيك ماري ويكيرلي 6–2، 6–1                   | لورا غارسيا أستوديو جورجينا غارسيا بيريز   | أريان هارتونو إيلين بيريز                            | ميهيلا ديجاكوفيتش جينيفر روغيري جورجينا غارسيا بيريز جيسيكا فايلا               |
| 15 مايو | إنتشون، كوريا الجنوبية صلب W25 قرعة الفردي والزوجي                                    | كودي وونغ 1–6، 6–3، 3–0 انسحاب                                | جيانغ شينيو                                | باك دايون آن يو-جين                                  | إيم همي-ري بينجتارن بليبويتش ديستاني أيافا إيكومي يامازاكي                      |
| 15 مايو | إنتشون، كوريا الجنوبية صلب W25 قرعة الفردي والزوجي                                    | تشوي جي-هي كو يون-وو 6–1، 6–1                                 | لي يو-يون تانغ تشيانوي                     | باك دايون آن يو-جين                                  | إيم همي-ري بينجتارن بليبويتش ديستاني أيافا إيكومي يامازاكي                      |
| 15 مايو | كاشريتي، جورجيا صلب W25 قرعة الفردي والزوجي                                           | إيكاترين جورجودزي 6–2، 6–2                                    | آنا بروغان                                 | إيكاترينا ماكلاكوفا · ديانا رادانوفيتش               | بولينا ياتشينكو · إلينا بريدانكينا · صوفيا شاباتافا · سهاجيا يامالابالي         |
| 15 مايو | كاشريتي، جورجيا صلب W25 قرعة الفردي والزوجي                                           | ماريا كوزيريفا · إيكاترينا أوفتشارينكو · 7–5، 6–3             | أنستاسيا زولوتاريفا · رادا زولوتاريفا      | إيكاترينا ماكلاكوفا · ديانا رادانوفيتش               | بولينا ياتشينكو · إلينا بريدانكينا · صوفيا شاباتافا · سهاجيا يامالابالي         |
| 15 مايو | بيتاني بيتش، الولايات المتحدة طين W25 قرعة الفردي والزوجي                             | ليف هوفدي 6–4، 6–7(5–7)، 6–2                                  | رافينا كينزلي                              | هانا بوزنيهرينكو هينا إينووي                         | ماريا ماتيس ميا هورفيت فيكتوريا أوسويجوي ميا ياماكيتا                           |
| 15 مايو | بيتاني بيتش، الولايات المتحدة طين W25 قرعة الفردي والزوجي                             | أليكسا جلاتش هانا بوزنيهرينكو 7–5، 7–5                        | غابرييلا برودفوت فيكتوريا أوسويجوي         | هانا بوزنيهرينكو هينا إينووي                         | ماريا ماتيس ميا هورفيت فيكتوريا أوسويجوي ميا ياماكيتا                           |
| 15 مايو | فيلد آم سي، النمسا طين W25 قرعة الفردي والزوجي                                        | صوفيا كوستولاس 6–3، 6–1                                       | لارا سالدن                                 | ريكا لوكا جاني إلفينا كالييفا                        | مارا جوث تيساه أندريانجافيتريمو مايا خلينسكا جوستينا ميكولسكيت                  |
| 15 مايو | فيلد آم سي، النمسا طين W25 قرعة الفردي والزوجي                                        | دينيسا هيندوفا كيارا شول 6–2، 6–0                             | صوفيا كوستولاس كايلا كروس                  | ريكا لوكا جاني إلفينا كالييفا                        | مارا جوث تيساه أندريانجافيتريمو مايا خلينسكا جوستينا ميكولسكيت                  |
| 15 مايو | كوريتيبا، البرازيل طين W15 قرعة الفردي والزوجي                                        | خازمين أورتينزي 6–3، 6–3                                      | آنا كانديتو                                | جيورجيا جولين خوسيفينا إستيفز                        | لورديس أيالا آنا بولا نيفا دي لوس ريوس ماريان جوميز بيزويلا كانو سمريتي باسن    |
| 15 مايو | كوريتيبا، البرازيل طين W15 قرعة الفردي والزوجي                                        | آنا كانديتو ريبيكا بيريرا 7–5، 3–6، [10–3]                    | ساباستياني ليون خازمين أورتينزي            | جيورجيا جولين خوسيفينا إستيفز                        | لورديس أيالا آنا بولا نيفا دي لوس ريوس ماريان جوميز بيزويلا كانو سمريتي باسن    |
| 15 مايو | المنستير، تونس صعب W15 قرعة الفردي والزوجي                                            | كاتارينا كوزموفا 3–6، 7–6(7–4)، 6–3                           | هيروكو كواتا                               | وانغ جياشي جوليا كريسشنزي                            | شيراز بشري لولا مارانديل نويليا بوزو زانوتي ماريا فيتوريا فيفياني               |
| 15 مايو | المنستير، تونس صعب W15 قرعة الفردي والزوجي                                            | شارمادا بالو إلين جينوفيز 0–6، 6–4، [11–9]                    | لويز كوانغ أنا أولياشينكو                  | وانغ جياشي جوليا كريسشنزي                            | شيراز بشري لولا مارانديل نويليا بوزو زانوتي ماريا فيتوريا فيفياني               |
| 15 مايو | أنطاليا، تركيا ترابي W15 قرعة الفردي والزوجي                                          | فيرينا ميليس 4–6، 6–1، 6–3                                    | تشانتال سوفانت                             | ليان تران أميلي فان إيمب                             | فاليريا يوششينكو · أنيكا ياشكوفا · سيلين أوفينش · ماري ميتركس                   |
| 15 مايو | أنطاليا، تركيا ترابي W15 قرعة الفردي والزوجي                                          | أنيكا ياشكوفا نينا فارغوفا 6–2، 6–1                           | دوغا توركمان أميلي فان إيمب                | ليان تران أميلي فان إيمب                             | فاليريا يوششينكو · أنيكا ياشكوفا · سيلين أوفينش · ماري ميتركس                   |
| 22 مايو | كأس تينيس تشيتا دي جريادو جريادو، إيطاليا ترابي W60 فردي – زوجي                       | يوليا هاتوكّا · 2–6، 6–3، 6–1                                  | لوسي هافليكوفا                             | إيريني بورييو إسكوريهولا كاميلا روزاتيلو             | ألينا كورنييفا · آسيا محمد · زينب سونميز · هيلي بابتيست                         |
| 22 مايو | كأس تينيس تشيتا دي جريادو جريادو، إيطاليا ترابي W60 فردي – زوجي                       | إيميلي أبلتون جوليا لوهوف 3–6، 6–4، [11–9]                    | صوفيا لانسر · آنا سيسكوفا                  | إيريني بورييو إسكوريهولا كاميلا روزاتيلو             | ألينا كورنييفا · آسيا محمد · زينب سونميز · هيلي بابتيست                         |
| 22 مايو | أوتوتشيتس، سلوفينيا ترابي W40 قرعة الفردي والزوجي                                     | ريبيكا سرامكوفا 6–3، 7–6(7–2)                                 | سيون منديز                                 | إرينا براء فيرونيكا إريافيتش                         | لينا جورجيسكا كريستينا دينو إيبك أوز أندريا بريساكريو                           |
| 22 مايو | أوتوتشيتس، سلوفينيا ترابي W40 قرعة الفردي والزوجي                                     | فيرونيكا إريافيتش دومينيكا سالكوفا 7–5، 6–3                   | ماريانا درازيتش إميلي ويبلي سميث           | إرينا براء فيرونيكا إريافيتش                         | لينا جورجيسكا كريستينا دينو إيبك أوز أندريا بريساكريو                           |
| 22 مايو | المنستير، تونس صعب W25 قرعة الفردي والزوجي                                            | تايلا بريستون 3–6، 7–6(7–5)، 6–3                              | غابرييلا كنوتسون                           | وانغ جياشي وي سيجيا                                  | أليكس إيلا سهاجا يامالابالي نويليا بوزو زانوتي أنستازيا كوليكوفا                |
| 22 مايو | المنستير، تونس صعب W25 قرعة الفردي والزوجي                                            | لورين جون بابتيست ياسمين منصوري 6–3، 6–1                      | لميس الحسين عبد العزيز شارمادا بالو        | وانغ جياشي وي سيجيا                                  | أليكس إيلا سهاجا يامالابالي نويليا بوزو زانوتي أنستازيا كوليكوفا                |
| 22 مايو | وورمباد فيلاخ، النمسا ترابي W25 قرعة الفردي والزوجي                                   | إلفينا كالييفا 4–6، 6–2، 6–1                                  | جولي سترابلوفا                             | كاثلين كانيف جوستينا ميكولسكيت                       | جيسي آني مافي أوسترايشر نيكا راديسييتش لينا باباداكس                            |
| 22 مايو | وورمباد فيلاخ، النمسا ترابي W25 قرعة الفردي والزوجي                                   | جيني دورست نيكا راديسييتش 6–2، 7–6(7–4)                       | جيسي آني لينا باباداكس                     | كاثلين كانيف جوستينا ميكولسكيت                       | جيسي آني مافي أوسترايشر نيكا راديسييتش لينا باباداكس                            |
| 22 مايو | غويانغ، كوريا الجنوبية صلب W25 قرعة الفردي والزوجي                                    | هانا تشانغ 6–2، 6–4                                           | مانانتشايا ساوانغكايو                      | ليو فانجزو قو هانيو                                  | كيوكا أوكامورا بارك سو هيون لوكسيكا كومخوم ليزيت كابرييرا                       |
| 22 مايو | غويانغ، كوريا الجنوبية صلب W25 قرعة الفردي والزوجي                                    | بونين كوفابيتاكتيد لوكسيكا كومخوم 6–3، 1–6، [10–6]            | قو هانيو تانغ تشيانهوى                     | ليو فانجزو قو هانيو                                  | كيوكا أوكامورا بارك سو هيون لوكسيكا كومخوم ليزيت كابرييرا                       |
| 22 مايو | كارويزاوا، اليابان عشب W25 قرعة الفردي والزوجي                                        | وانغ يافان 6–0، 6–1                                           | هاروكا كاجي                                | أيانو شيميزو ميو موشيكا                              | يوهان سفيندسن آوي إيتو ميهو كوراموتشي موموكو كوبوري                             |
| 22 مايو | كارويزاوا، اليابان عشب W25 قرعة الفردي والزوجي                                        | موموكو كوبوري أيانو شيميزو 3–6، 7–6(8–6)، [10–5]              | تاليا جيبسون أكاري إينوي                   | أيانو شيميزو ميو موشيكا                              | يوهان سفيندسن آوي إيتو ميهو كوراموتشي موموكو كوبوري                             |
| 22 مايو | مالقة، إسبانيا صلب W15 قرعة الفردي والزوجي                                            | كاتارينا سترشناكوفا 4–6، 7–5، 7–5                             | مي تيانمي                                  | فيكتوريا رودريغيز فارفارا ليبتشينكو                  | سولانا سييرا ماتيلدا موتافدزيتش مارتا سوريانو سانتياغو جيسيكا فايلة             |
| 22 مايو | مالقة، إسبانيا صلب W15 قرعة الفردي والزوجي                                            | جيسيكا فايلة كاتارينا سترشناكوفا 6–3، 6–3                     | إيزابيلا بارييرا أجير مارينا بنيتو         | فيكتوريا رودريغيز فارفارا ليبتشينكو                  | سولانا سييرا ماتيلدا موتافدزيتش مارتا سوريانو سانتياغو جيسيكا فايلة             |
| 22 مايو | ريسيفي، البرازيل تراب W15 قرعة الفردي والزوجي                                         | جاسمين أورتينزي 6–4، 7–5                                      | ساباستياني ليون                            | آنا بولا نيفا دي لوس ريوس جوليا كونيشي كامارغو سيلفا | باولا أونو دالمونيكو أليساندرا كاسيريس أماندا كارولينا نيفا إلكين سمريتي بهاسين |
| 22 مايو | ريسيفي، البرازيل تراب W15 قرعة الفردي والزوجي                                         | ساباستياني ليون جاسمين أورتينزي 6–1، 6–3                      | لوسيانا بلاتر مارتينا بلين رولدان سانتاندر | آنا بولا نيفا دي لوس ريوس جوليا كونيشي كامارغو سيلفا | باولا أونو دالمونيكو أليساندرا كاسيريس أماندا كارولينا نيفا إلكين سمريتي بهاسين |
| 22 مايو | هنتسفيل، الولايات المتحدة تراب W15 قرعة الفردي والزوجي                                | تيفاني لوميتر 6–7(3–7)، 7–6(7–5)، 6–2                         | دي جيه بينيت                               | هسو تشيه يو ريان نيوبورن                             | رشيدة ماكادو كولي ألين ميلاني كريووج بريانا بالدي                               |
| 22 مايو | هنتسفيل، الولايات المتحدة تراب W15 قرعة الفردي والزوجي                                | ريان نيوبورن ميا ياماكيتا 7–5، 6–3                            | كولي ألين باريس كورلي                      | هسو تشيه يو ريان نيوبورن                             | رشيدة ماكادو كولي ألين ميلاني كريووج بريانا بالدي                               |
| 22 مايو | كورشومليسكا بانيا، صربيا تراب W15 قرعة الفردي والزوجي                                 | زيبيك كولامبايفا 6–3، 6–1                                     | إيليني كريستوفي                            | إلينور بجلون كارولا بيجينارو                         | نينا فارغوفا دينيس فالينتي يانا ستويانوفا أنيا ستانكوفيتش                       |
| 22 مايو | كورشومليسكا بانيا، صربيا تراب W15 قرعة الفردي والزوجي                                 | إيليني كريستوفي سيباستيانا سكيلوبوتي 5–7، 6–4، [10–6]         | تيلويد دي جيرولامي نينا فارغوفا            | إلينور بجلون كارولا بيجينارو                         | نينا فارغوفا دينيس فالينتي يانا ستويانوفا أنيا ستانكوفيتش                       |
| 29 مايو | إنترنازيونالي فيمينيل بريشا بريشا، إيطاليا تراب W60 فردي – زوجي                       | كاتارينا زافاتسكا 6–4، 6–2                                    | يوليا هاتوكا                               | أنخيلا فيتا بولودا جوليا ريرا                        | آن لي لويزا تشيريكو ماي هونتاما كاثلين كانيف                                    |
| 29 مايو | إنترنازيونالي فيمينيل بريشا بريشا، إيطاليا تراب W60 فردي – زوجي                       | ماي هونتاما مويكا أوتشجيما 6–1، 6–0                           | ألونا فومينا · أوليفيا تجاندراموليا        | أنخيلا فيتا بولودا جوليا ريرا                        | آن لي لويزا تشيريكو ماي هونتاما كاثلين كانيف                                    |
| 29 مايو | أوتوتشيك، سلوفينيا تراب W40 قرعة الفردي والزوجي                                       | فالنتيني جراماتيكوبولو 6–4، 6–4                               | ريبيكا سرامكوفا                            | إلفينا كاليافا إلينكا أماريي                         | أوليكساندرا أوليينكوفا إرينا براء جيرجانا توبالوفا سيوني مينديز                 |
| 29 مايو | أوتوتشيك، سلوفينيا تراب W40 قرعة الفردي والزوجي                                       | إيكاترين جورجودزي إلفينا كاليافا 6–2، 6–3                     | كيلا كروس صوفيا سوينغ                      | إلفينا كاليافا إلينكا أماريي                         | أوليكساندرا أوليينكوفا إرينا براء جيرجانا توبالوفا سيوني مينديز                 |
| 29 مايو | مونتيمور نوفو، البرتغال Hard W40 قرعة الفردي والزوجي                                  | أوليفيا جاديكي 6–3، 6–2                                       | أرينا روديونوفا                            | فرانسيسكا خورخي أريان هارتونو                        | ألكسندرا بوزوفيتش · كارمان كاور ثاندي · يوديس تشونغ · أليونا فالي               |
| 29 مايو | مونتيمور نوفو، البرتغال Hard W40 قرعة الفردي والزوجي                                  | يوديس تشونغ أريان هارتونو 6–2، 6–0                            | نائيمة كاراموكو كوني بيرين                 | فرانسيسكا خورخي أريان هارتونو                        | ألكسندرا بوزوفيتش · كارمان كاور ثاندي · يوديس تشونغ · أليونا فالي               |
| 29 مايو | أنينهايم، النمسا Clay W25 قرعة الفردي والزوجي                                         | جيسيكا مالتشكوفا 6–2، 6–0                                     | ميريام بلغارو                              | فاليريا ستراهوفا ألكسندرا كادانتو                    | لارا ميشيل جيني دورست ديانا مارسنكفيتشا ألينا جرانوير                           |
| 29 مايو | أنينهايم، النمسا Clay W25 قرعة الفردي والزوجي                                         | أماريسا كييرا توث · آنا زيراينوفا · 6–4، 2–6، [10–8]          | ميكايلا بايرلوفا جيني دورست                | فاليريا ستراهوفا ألكسندرا كادانتو                    | لارا ميشيل جيني دورست ديانا مارسنكفيتشا ألينا جرانوير                           |
| 29 مايو | تشانغوون، كوريا الجنوبية Hard W25 قرعة الفردي والزوجي                                 | بارك سو هيون 6–4، 7–5                                         | ليانغ إن شو                                | ما ييشين يو إكسياودي                                 | ليزيت كابيرا كيم دا بين لي يا شويان كايلا مكفي                                  |
| 29 مايو | تشانغوون، كوريا الجنوبية Hard W25 قرعة الفردي والزوجي                                 | قو هانيو جيانغ شينيو 7–6(7–4)، 7–6(7–1)                       | تشو إيشوان تشو يي تسين                     | ما ييشين يو إكسياودي                                 | ليزيت كابيرا كيم دا بين لي يا شويان كايلا مكفي                                  |
| 29 مايو | المرسى (تونس)، تونس Hard W25 قرعة الفردي والزوجي                                      | روتوجا بسالي 0–6، 6–3، 6–4                                    | أناستاسيا جاسانوفا                         | وي سياجيا سهاجا يامالابالي                           | تايلا بريستون · جوستينا ميكولسكيت · ألكسندرا فيتش · إيكاترينا ياشينا            |
| 29 مايو | المرسى (تونس)، تونس Hard W25 قرعة الفردي والزوجي                                      | أناستاسيا جاسانوفا · إيكاترينا ياشينا · 7–5، 6–7(1–7)، [11–9] | إيزابيلا شنيكوفا وي سياجيا                 | وي سياجيا سهاجا يامالابالي                           | تايلا بريستون · جوستينا ميكولسكيت · ألكسندرا فيتش · إيكاترينا ياشينا            |
| 29 مايو | ناخون سي ثامارات، تايلاند Hard W25 قرعة الفردي والزوجي                                | هارونا أراكاوا 6–4، 6–4                                       | داشا إيفانوفا                              | بينجتارن بليبويتش فايديهي تشودري                     | أنشيسا تشانتا · أناستاسيا سوكوتينا · لو جياجينغ · ليو ياني                      |
| 29 مايو | ناخون سي ثامارات، تايلاند Hard W25 قرعة الفردي والزوجي                                | شريفالي بهاميديباتي فايديهي تشودري 6–4، 6–3                   | زيل ديزاي · أناستاسيا سوكوتينا             | بينجتارن بليبويتش فايديهي تشودري                     | أنشيسا تشانتا · أناستاسيا سوكوتينا · لو جياجينغ · ليو ياني                      |
| 29 مايو | طوكيو، اليابان Hard W25 قرعة الفردي والزوجي                                           | وانغ يافان 1–6، 0–6                                           | يوهان سفيندسن                              | إيري شيميزو أيانو شيميزو                             | إريكا سما مايوكا آيكاوا آوي إيتو مانا أيوكاوا                                   |
| 29 مايو | طوكيو، اليابان Hard W25 قرعة الفردي والزوجي                                           | لوكسيكا كومخوم كاناكو موريساكي 6–1، 2–6، [3–10]               | تاليا جيبسون ناتسومي كواجوتشي              | إيري شيميزو أيانو شيميزو                             | إريكا سما مايوكا آيكاوا آوي إيتو مانا أيوكاوا                                   |
| 29 مايو | ترويسدورف، ألمانيا تراب W25 قرعة الفردي والزوجي                                       | كارولينا كوهل 6–3، 4–6، 4–6                                   | جوليا أفدييفا                              | أناستاسيا سوبوليفا · إيكاتيرينا ماكاروفا             | نوما نوها أكوجو ماريا فرناندا هيرازو جوليا ميدندورف ستيفاني فاجنر               |
| 29 مايو | ترويسدورف، ألمانيا تراب W25 قرعة الفردي والزوجي                                       | صوفيا كوستولاس لارا سالدن 6–7(4–7)، 4–6                       | تيلوذ دي جيرولامي كيارا شول                | أناستاسيا سوبوليفا · إيكاتيرينا ماكاروفا             | نوما نوها أكوجو ماريا فرناندا هيرازو جوليا ميدندورف ستيفاني فاجنر               |
| 29 مايو | يكلا (مرسية)، إسبانيا صلب W25 قرعة الفردي والزوجي                                     | أليكس إيالا 3–6، 5–7                                          | فالنتينا ريستر                             | إيفا غيريرو ألفاريز لوسيا بيير                       | لوسيا كورتز لوركا آنا صوفيا سانشيز كاتارينا كوزاروف Victoria Rodríguez          |
| 29 مايو | يكلا (مرسية)، إسبانيا صلب W25 قرعة الفردي والزوجي                                     | جورجينا غارسيا بيريز كاتارينا كوزاروف 3–6، 4–6                | نيكول فوسا هيرجو ماتيلدا موتافدزيتش        | إيفا غيريرو ألفاريز لوسيا بيير                       | لوسيا كورتز لوركا آنا صوفيا سانشيز كاتارينا كوزاروف Victoria Rodríguez          |
| 29 مايو | كورشومليجكا بانيا، صربيا تراب W15 قرعة الفردي والزوجي                                 | سيباستياننا سكيليبوتي 3–6، 0–6                                | أنيا ستانكوفيتش                            | بياتريس ريشي ياسمين قباج                             | جوليا كاربونارو زوزانا بيدنارز قوه ميكي كاترينا ستيوارت                         |
| 29 مايو | كورشومليجكا بانيا، صربيا تراب W15 قرعة الفردي والزوجي                                 | زوزانا بيدنارز داريا يسيبوكوك 6–7(4–7)، 6–4، [8–10]           | قوه ميكي إيفا شيبا                         | بياتريس ريشي ياسمين قباج                             | جوليا كاربونارو زوزانا بيدنارز قوه ميكي كاترينا ستيوارت                         |
| 29 مايو | المنستير، تونس صلب W15 قرعة الفردي والزوجي                                            | لميس الحسين عبد العزيز 5–7، 3–6                               | مارتينا سبيغاريلي                          | جيد بورناي · ألكساندرا بوزارينكو                     | آنا أولياشينكو إيمانويل جيرار جوانا زوادزكا جاسمين كونواي                       |
| 29 مايو | المنستير، تونس صلب W15 قرعة الفردي والزوجي                                            | لويز كوانغ آنا أولياشينكو 6–4، 2–6، [5–10]                    | نوويلا بوزو زانوتي أليشا ريير              | جيد بورناي · ألكساندرا بوزارينكو                     | آنا أولياشينكو إيمانويل جيرار جوانا زوادزكا جاسمين كونواي                       |
| 29 مايو | رانشو سانتا في، الولايات المتحدة صلب W15 قرعة الفردي والزوجي                          | ميغان مكراي 1–6، 6–0، 4–6                                     | تيان فانغران                               | سوليمار كولينج هايلي جيافارا                         | إميلي جيلبر ليلى فيوريلا بريتز روسو كاثرين هوي أليسيا هيريرو ليان               |
| 29 مايو | رانشو سانتا في، الولايات المتحدة صلب W15 قرعة الفردي والزوجي                          | إيرين كايتانو إيزابيلا تشيف 4–6، 3–6                          | ميغان مكراي براندي واكر                    | سوليمار كولينج هايلي جيافارا                         | إميلي جيلبر ليلى فيوريلا بريتز روسو كاثرين هوي أليسيا هيريرو ليان               |

### يونيو
| الأسبوع  | البطولة                                                                                | الفائزات                                                  | الوصيفات                                  | المتأهلات لنصف النهائي                    | المتأهلات لربع النهائي                                                        |
| -------- | -------------------------------------------------------------------------------------- | --------------------------------------------------------- | ----------------------------------------- | ----------------------------------------- | ----------------------------------------------------------------------------- |
| 5 يونيو  | Surbiton Trophy سوريبتون، المملكة المتحدة عشب W100 فردي - زوجي                         | يانينا ويكماير 2–6، 6–4، 7–6(7–1)                         | كاتي سوان                                 | Yuriko Miyazaki كاتي بولتر                | تاتيانا ماريا Isabelle Lacy داريا سنيغور فيكتوريا غولوبيتش                    |
| 5 يونيو  | Surbiton Trophy سوريبتون، المملكة المتحدة عشب W100 فردي - زوجي                         | Sophie Chang يانينا ويكماير 6–4، 6–1                      | Alicia Barnett Olivia Nicholls            | Yuriko Miyazaki كاتي بولتر                | تاتيانا ماريا Isabelle Lacy داريا سنيغور فيكتوريا غولوبيتش                    |
| 5 يونيو  | Internazionali Femminili di Tennis Città di Caserta كزرتة، إيطاليا طين W60 فردي - زوجي | هيلي بابتيست 6–3، 6–2                                     | Raluca Șerban                             | Camilla Rosatello · Anastasia Tikhonova   | Georgia Pedone غابرييلا سي Elena Malõgina لويزا تشيريكو                       |
| 5 يونيو  | Internazionali Femminili di Tennis Città di Caserta كزرتة، إيطاليا طين W60 فردي - زوجي | Anastasia Tikhonova · Moyuka Uchijima · 6–4، 6–2          | ديسبينا باباميتشايل Camilla Rosatello     | Camilla Rosatello · Anastasia Tikhonova   | Georgia Pedone غابرييلا سي Elena Malõgina لويزا تشيريكو                       |
| 5 يونيو  | المرسى، تونس صلب W40 قرعة الفردي والزوجي                                               | Jana Kolodynska · 6–2، 2–0 انسحاب.                        | جوستينا ميكولسكيت                         | نادين كيلر فاني إستلوند                   | مارثا ماتولا · ديانا رادانوفيتش · روتوجا بسالي · أناستاسيا جاسانوفا           |
| 5 يونيو  | المرسى، تونس صلب W40 قرعة الفردي والزوجي                                               | ماريا كوزييفا · وي سيجيا · 5–7، 6–4، [10–6]               | كاتيرينا بوندارينكو هيروكو كواتا          | نادين كيلر فاني إستلوند                   | مارثا ماتولا · ديانا رادانوفيتش · روتوجا بسالي · أناستاسيا جاسانوفا           |
| 5 يونيو  | بورتشاش، النمسا تراب W25 قرعة الفردي والزوجي                                           | ويرونيكا فالكوسكا 4–6، 6–1، 6–1                           | ألكسندرا كادانتو                          | فيكتوريا موبوكو غابرييلا لي               | ياسمين قباج · صوفيا سيوينج · كاثينكا فون ديكمان · إيكاترينا ماكاروفا          |
| 5 يونيو  | بورتشاش، النمسا تراب W25 قرعة الفردي والزوجي                                           | ويرونيكا فالكوسكا صوفيا سيوينج 6–1، 6–2                   | إيلينا-تيودورا كادار ديانا مارسنكفيتشا    | فيكتوريا موبوكو غابرييلا لي               | ياسمين قباج · صوفيا سيوينج · كاثينكا فون ديكمان · إيكاترينا ماكاروفا          |
| 5 يونيو  | مدريد، إسبانيا صلب W25 قرعة الفردي والزوجي                                             | ماكينا جونز 6–2، 6–3                                      | ساكورا هوسوجي                             | جاكلين كاباج أواد ألكسندرا فيسك           | لي زونجيو أليكس إيالا أيلا أكسو كاتارينا ستريشناكوفا                          |
| 5 يونيو  | مدريد، إسبانيا صلب W25 قرعة الفردي والزوجي                                             | ديلاينا هيويت ألانا سميث 4–6، 6–2، [10–6]                 | لي زونجيو فاساني شيندي                    | جاكلين كاباج أواد ألكسندرا فيسك           | لي زونجيو أليكس إيالا أيلا أكسو كاتارينا ستريشناكوفا                          |
| 5 يونيو  | لوزهاو، الصين صلب W25 قرعة الفردي والزوجي                                              | وانغ يافان 7–5، 6–2                                       | يو إكسياودي                               | هوانغ جياكي زينغ ووشوانغ                  | شون فانجينغ تشي يوجياو شي هان وانغ جياكي                                      |
| 5 يونيو  | لوزهاو، الصين صلب W25 قرعة الفردي والزوجي                                              | لي يو-يون تانغ تشيانهي 7–6(7–4)، 6–2                      | فنغ شو زينغ ووشوانغ                       | هوانغ جياكي زينغ ووشوانغ                  | شون فانجينغ تشي يوجياو شي هان وانغ جياكي                                      |
| 5 يونيو  | شطوبر، البرتغال صلب W25 قرعة الفردي والزوجي                                            | أريان هارتونو 6–2، 6–2                                    | ماديسون سيج                               | أنجلينا فولوششوك · آنا كوباريفا           | هينا إينو · ماتيلد خورخي · أليونا فالي · غابرييلا دا سيلفا-فيك                |
| 5 يونيو  | شطوبر، البرتغال صلب W25 قرعة الفردي والزوجي                                            | إليسيا بولتون ألكسندرا بوزوفيك 6–7(6–8)، 7–6(7–3)، [10–8] | غابرييلا دا سيلفا-فيك بترا هول            | أنجلينا فولوششوك · آنا كوباريفا           | هينا إينو · ماتيلد خورخي · أليونا فالي · غابرييلا دا سيلفا-فيك                |
| 5 يونيو  | كورشومليجسا بانيا، صربيا تراب W25 قرعة الفردي والزوجي                                  | ديميترا بافلو 6–3، 2–6، 6–4                               | كريستينا دينو                             | ميكيلا بايرلوفا جرجانا توبالوفا           | فالنتيني جراماتيكوبولو جيسي آني كاترينا ستيوارت أنكا تودوني                   |
| 5 يونيو  | كورشومليجسا بانيا، صربيا تراب W25 قرعة الفردي والزوجي                                  | فالنتيني جراماتيكوبولو · صوفيا لانسر · 6–3، 2–6           | جازمين أورنتزي · يكاتيرينا راينغولد       | ميكيلا بايرلوفا جرجانا توبالوفا           | فالنتيني جراماتيكوبولو جيسي آني كاترينا ستيوارت أنكا تودوني                   |
| 5 يونيو  | دايغو، كوريا الجنوبية Hard W25 قرعة الفردي والزوجي                                     | بارك سو هيون 2–6، 6–2، 1–6                                | كيم دا بن                                 | ديستاني أيافا كيوكا أوكامورا              | بريشكا ماديلين نوجروهو لي ياد هايسوان ليانغ إن شوا كايلا مكفي                 |
| 5 يونيو  | دايغو، كوريا الجنوبية Hard W25 قرعة الفردي والزوجي                                     | بارك سو هيون كودي وونغ 6–4، 6–7(2–7)، [12–14]             | تشو أي هايسوان تشو يي تسين                | ديستاني أيافا كيوكا أوكامورا              | بريشكا ماديلين نوجروهو لي ياد هايسوان ليانغ إن شوا كايلا مكفي                 |
| 5 يونيو  | بانيا لوكا، البوسنة والهرسك Clay W15 قرعة الفردي والزوجي                               | سوانا توكاكوفيتش 4–6، 7–5، 2–6                            | كاترينا تسيجوروفا                         | نينا أليباليتش لورا هيتارانتا             | آدا بيسترزينسكا أنطونيا شميت جانا بويوفيتش لورا راداكوفيتش                    |
| 5 يونيو  | بانيا لوكا، البوسنة والهرسك Clay W15 قرعة الفردي والزوجي                               | آدا بيسترزينسكا داريا يسيبشوك 1–6، 5–7                    | يوليا أندريا إيونيسكو أنستاسيا سافتا      | نينا أليباليتش لورا هيتارانتا             | آدا بيسترزينسكا أنطونيا شميت جانا بويوفيتش لورا راداكوفيتش                    |
| 5 يونيو  | كاشيوا، اليابان Hard W15 قرعة الفردي والزوجي                                           | آوي إيتو 4–6، 1–6                                         | كيسا يوشيوكا                              | ماو موشيكا هونكا كوباياشي                 | ليزا ماري ريوكس تساو تسا يي أنري ناغاتا شيهو أكيتا                            |
| 5 يونيو  | كاشيوا، اليابان Hard W15 قرعة الفردي والزوجي                                           | يومي مياموتو ليزا ماري ريوكس 6–7(8–10)، 2–6               | رينكو ماتسودا ماو موشيكا                  | ماو موشيكا هونكا كوباياشي                 | ليزا ماري ريوكس تساو تسا يي أنري ناغاتا شيهو أكيتا                            |
| 5 يونيو  | كوتشيفيا، سلوفينيا Clay W15 قرعة الفردي والزوجي                                        | آنا زيريانوفا · 1–6، 4–6                                  | أنستاسيا ياماشكين                         | جوليا ستاماتوفا يانتي تلبورجر             | آنا وزيروفا أنيا هيرتل لوسي أوربانوفا إينولا كياسا                            |
| 5 يونيو  | كوتشيفيا، سلوفينيا Clay W15 قرعة الفردي والزوجي                                        | شتيفانا لازر فيتوريا مودستي 6–4، 5–7، [3–10]              | مارجريتا إيغناتجييفا آنا وزيروفا          | جوليا ستاماتوفا يانتي تلبورجر             | آنا وزيروفا أنيا هيرتل لوسي أوربانوفا إينولا كياسا                            |
| 5 يونيو  | المنستير، تونس Hard W15 قرعة الفردي والزوجي                                            | ناتاليا سيدليسكا 3–6، 2–6                                 | كريستينا باسكاوسكاس                       | فانيسا بوبا تيشانو لوسيا يليناريز دومينغو | ماغداليني أدالوغلو · إيمانويل جيرار · إيلا هافيستو · إليزافيتا شيبكينا        |
| 5 يونيو  | المنستير، تونس Hard W15 قرعة الفردي والزوجي                                            | جولييتا سانر ناتاليا سيدليسكا 4–6، 2–6                    | أليسا ريغر بياتريس ستاجنو                 | فانيسا بوبا تيشانو لوسيا يليناريز دومينغو | ماغداليني أدالوغلو · إيمانويل جيرار · إيلا هافيستو · إليزافيتا شيبكينا        |
| 5 يونيو  | ناخون سي ثامارات، تايلاند Hard W15 قرعة الفردي والزوجي                                 | داشا إيفانوفا 7–6(7–3)، 1–6، 6–3                          | باتشارين تشيابشاندج                       | أروجان ساغاندكوفا أنشيسا شانت             | هارونا أراكاوا سالاختيب أونموآنج ليو ياني وو هو-تشينغ                         |
| 5 يونيو  | ناخون سي ثامارات، تايلاند Hard W15 قرعة الفردي والزوجي                                 | أنشيسا شانت باتشارين تشيابشاندج 6–4، 4–6، [10–6]          | نيكول خيرين سارة ناير                     | أروجان ساغاندكوفا أنشيسا شانت             | هارونا أراكاوا سالاختيب أونموآنج ليو ياني وو هو-تشينغ                         |
| 5 يونيو  | سان دييغو، الولايات المتحدة صلب W15 الفردي والزوجي                                     | تيان فانغران 6–1، 6–2                                     | آسبن شومان                                | سامانثا كراوفورد نيكي ريداليك             | تايلور جونسون ماليكا رابولو كاثرين هوي هالي جيفارا                            |
| 5 يونيو  | سان دييغو، الولايات المتحدة صلب W15 الفردي والزوجي                                     | كيمي هانس تيان فانغران 3–6، 6–1، [11–9]                   | ماليكا رابولو أنيتا ساهدييفا              | سامانثا كراوفورد نيكي ريداليك             | تايلور جونسون ماليكا رابولو كاثرين هوي هالي جيفارا                            |
| 12 يونيو | BMW كأس روما روما، إيطاليا تراب W60 الفردي - الزوجي                                    | بيترا مارتشينكو 6–2، 6–2                                  | جيورجيا بيدوني                            | سيلفيا أمبروسيو سافو ساكيلاريدي           | آنا توراتي غييرمينا ناي غابرييلا سي أسترا شارما                               |
| 12 يونيو | BMW كأس روما روما، إيطاليا تراب W60 الفردي - الزوجي                                    | أنجيليكا موراتيللي كاميلا روزاتيلو 3–6، 6–0، [10–7]       | أوانا غافريلا سافو ساكيلاريدي             | سيلفيا أمبروسيو سافو ساكيلاريدي           | آنا توراتي غييرمينا ناي غابرييلا سي أسترا شارما                               |
| 12 يونيو | Open de Biarritz بياريتز، فرنسا تراب W60 الفردي - الزوجي                               | فيونا فيرو 7–5، 6–3                                       | إيبيك أوز                                 | تيميا بابوش كارلوتا مارتينيز سيريز        | مارجو روفروي أماندين هيس لولا راديفوييفيتش تيساه أندريانجافيتريمو             |
| 12 يونيو | Open de Biarritz بياريتز، فرنسا تراب W60 الفردي - الزوجي                               | ويرونيكا فالكوسكا كاتارزينا كاوا 7–6(7–2)، 7–5            | كوني بيرين آنا سيسكوفا                    | تيميا بابوش كارلوتا مارتينيز سيريز        | مارجو روفروي أماندين هيس لولا راديفوييفيتش تيساه أندريانجافيتريمو             |
| 12 يونيو | Open ITF Arcadis Brezo Osuna مدريد، إسبانيا صلب W60 الفردي - الزوجي                    | تاتيانا بروزوروفا · 6–3، 6–1                              | مارتا سوريانو سانتياغو                    | جيسيكا فايللا باي زووكسان                 | ديا هردجلاش ساكورا هوسوجي بيرفو جينجيز روبن مونتغمري                          |
| 12 يونيو | Open ITF Arcadis Brezo Osuna مدريد، إسبانيا صلب W60 الفردي - الزوجي                    | ماكينا جونز جيمي لوب 6–4، 5–7، [10–6]                     | ديستاني أيافا بيرفو جينجيز                | جيسيكا فايللا باي زووكسان                 | ديا هردجلاش ساكورا هوسوجي بيرفو جينجيز روبن مونتغمري                          |
| 12 يونيو | Agel Říčany Open ريتشاني، جمهورية التشيك تراب W60 الفردي - الزوجي                      | إلفينا كاليافا 7–6(7–2)، 6–0                              | ميساكي دوي                                | تيريزا فالينتوفا غابرييلا لي              | لورا بيجوسي سيوني مينديز فيرونيكا إرجافيتس أنيتا كوتشموفا                     |
| 12 يونيو | Agel Říčany Open ريتشاني، جمهورية التشيك تراب W60 الفردي - الزوجي                      | كارولينا كوبانوفا أنيتا كوتشموفا 4–6، 6–3، [10–4]         | فيرونيكا إرجافيتس دومينيكا شالوفا         | تيريزا فالينتوفا غابرييلا لي              | لورا بيجوسي سيوني مينديز فيرونيكا إرجافيتس أنيتا كوتشموفا                     |
| 12 يونيو | بطولة بالمِتو برو المفتوحة سمتر، الولايات المتحدة أرضية صلبة W60 الفردي – الزوجي        | يوليا ستارودوبيتسيفا 6–7(5–7)، 7–5، 6–4                   | كارمان كاور ثاندي                         | ليف هوفدي ماريا ماتيس                     | ستايسي فنج هايلي جيافارا فيكتوريا هو غريس مين                                 |
| 12 يونيو | بطولة بالمِتو برو المفتوحة سمتر، الولايات المتحدة أرضية صلبة W60 الفردي – الزوجي        | ماريا ماتيس آنا روجرز 6–4، 6–7(3–7)، [10–6]               | ماكارتني كيسلر يوليا ستارودوبيتسيفا       | ليف هوفدي ماريا ماتيس                     | ستايسي فنج هايلي جيافارا فيكتوريا هو غريس مين                                 |
| 12 يونيو | كولورادو سبرينغس، الولايات المتحدة أرضية صلبة W25 قرعة الفردي والزوجي                  | كاترينا كوزاروف 6–3، 6–1                                  | آلي كيك                                   | ريهن نيوبورن ساكي إمامورا                 | جيسيكا لويزا السولا غابرييلا برايس أيانا أكلي دانييل ويلسون                   |
| 12 يونيو | كولورادو سبرينغس، الولايات المتحدة أرضية صلبة W25 قرعة الفردي والزوجي                  | إيرن كايتانو ماريبيلا زاماريبا 6–4، 6–2                   | لورين فريدمان · ألينا شيربينا             | ريهن نيوبورن ساكي إمامورا                 | جيسيكا لويزا السولا غابرييلا برايس أيانا أكلي دانييل ويلسون                   |
| 12 يونيو | غيمارايش، البرتغال أرضية صلبة W25 قرعة الفردي والزوجي                                  | غابرييلا كنوتسون 6–3، 6–4                                 | ماديسون سييج                              | كاتي دان آنا صوفيا سانشيز                 | إيكاترينا أوفتشارينكو · فرانسيسكا خورخي · جورجينا غارسيا بيريز · تاميرا باسيك |
| 12 يونيو | غيمارايش، البرتغال أرضية صلبة W25 قرعة الفردي والزوجي                                  | جورجينا غارسيا بيريز بيترا هول 6–4، 7–5                   | فرانسيسكا خورخي ماتيلدي خورخي             | كاتي دان آنا صوفيا سانشيز                 | إيكاترينا أوفتشارينكو · فرانسيسكا خورخي · جورجينا غارسيا بيريز · تاميرا باسيك |
| 12 يونيو | تاينان، تايبيه الصينية ترابية W25 قرعة الفردي والزوجي                                  | يانغ يا-يي 6–3، 6–1                                       | لي يا-هسوان                               | إيرينا فيتيكيو · داريا لوديكوفا           | كايلاه مكفي تشو آي-هسوان ستيفاني فيشر أيانو شيميزو                            |
| 12 يونيو | تاينان، تايبيه الصينية ترابية W25 قرعة الفردي والزوجي                                  | صوفيا كوستولاس لي يو-يون 6–4، 6–4                         | لي يا-هسين لي يا-هسوان                    | إيرينا فيتيكيو · داريا لوديكوفا           | كايلاه مكفي تشو آي-هسوان ستيفاني فيشر أيانو شيميزو                            |
| 12 يونيو | كاواغوتشي، اليابان أرضية صلبة W15 قرعة الفردي والزوجي                                  | ناتسكي يوشيموتو 6–2، 6–0                                  | نانا كاواجيشي                             | ماو موشيكا آيومي كوشيشي                   | آوي إيتو ماي كاندوري هيماري ساتو يوكا إيكاوا                                  |
| 12 يونيو | كاواغوتشي، اليابان أرضية صلبة W15 قرعة الفردي والزوجي                                  | آوي إيتو ميو ناكاشيما 6–4، 6–4                            | آيومي ميا moto ليزا ماري ريوكس            | ماو موشيكا آيومي كوشيشي                   | آوي إيتو ماي كاندوري هيماري ساتو يوكا إيكاوا                                  |
| 12 يونيو | ناخون سي ثامارات، تايلاند أرضية صلبة W15 قرعة الفردي والزوجي                           | نيكول خيرين 5–7، 6–4، 6–2                                 | أنشيسا تشانتا                             | حميرة باهارموس باتشارين شيبشاندج          | هارونا أراكاوا أروجان ساجانديكوفا ناتسوهو أراكاوا سارا ناير                   |
| 12 يونيو | ناخون سي ثامارات، تايلاند أرضية صلبة W15 قرعة الفردي والزوجي                           | أنشيسا تشانتا باتشارين شيبشاندج 6–1، 7–6(7–4)             | سارا ناير فيفيان يانغ                     | حميرة باهارموس باتشارين شيبشاندج          | هارونا أراكاوا أروجان ساجانديكوفا ناتسوهو أراكاوا سارا ناير                   |
| 12 يونيو | تيانجين، الصين صلبة W15 قرعة الفردي والزوجي                                            | ياو شينشين 6–3، 7–5                                       | يانغ يدي                                  | تشينغ ووشوانغ وانغ مي لينغ                | هوانغ جياكي هان جيانغكسي ليو فانجزو زانغ زييه                                 |
| 12 يونيو | تيانجين، الصين صلبة W15 قرعة الفردي والزوجي                                            | فنغ شوا تشينغ ووشوانغ 6–0، 6–2                            | هان جيانغكسي هوانغ جياكي                  | تشينغ ووشوانغ وانغ مي لينغ                | هوانغ جياكي هان جيانغكسي ليو فانجزو زانغ زييه                                 |
| 12 يونيو | كرانجسكا غورا، سلوفينيا ترابية W15 قرعة الفردي والزوجي                                 | أنكا تودوني 6–1، 6–2                                      | بولا سيمبرانوس                            | زيفا فلكنر كاترينا تسيغوروفا              | فابين جيتفارت · آنا لانيشيك · ميلانيا ديلاي · آنا زيريانوفا                   |
| 12 يونيو | كرانجسكا غورا، سلوفينيا ترابية W15 قرعة الفردي والزوجي                                 | أنكا تودوني كاترينا تسيغوروفا 6–1، 6–0                    | بولا سيمبرانوس ليزا فارول                 | زيفا فلكنر كاترينا تسيغوروفا              | فابين جيتفارت · آنا لانيشيك · ميلانيا ديلاي · آنا زيريانوفا                   |
| 12 يونيو | المنستير، تونس صلبة W15 قرعة الفردي والزوجي                                            | أنيا ويلدغروبر 6–2، 7–5                                   | جوانا زوافزكا                             | ليا إيزابيل فرنانديز أوليفاريس تشين مينغي | كريستينا باسكاوسكاس تيا تيرونلفيلي جولييتا سانر ماري فيليت                    |
| 12 يونيو | المنستير، تونس صلبة W15 قرعة الفردي والزوجي                                            | ياسمين عزت بياتريس ستاينو 6–1، 6–4                        | ريكي دي كونيغ مارينتي سيجبسما             | ليا إيزابيل فرنانديز أوليفاريس تشين مينغي | كريستينا باسكاوسكاس تيا تيرونلفيلي جولييتا سانر ماري فيليت                    |
| 12 يونيو | كورشومليسكا بانجا، صربيا ترابية W15 قرعة الفردي والزوجي                                | أنيا ستانكوفيتش 6–2، 6–2                                  | كارمن أندريا هيرا                         | نينا أليباليك جاسمين أورتينزي             | أندجيلا لازاريفيتش كاترينا ستيوارت ناتاليا سينيك أنستازيا ياماشكين            |
| 12 يونيو | كورشومليسكا بانجا، صربيا ترابية W15 قرعة الفردي والزوجي                                | تم التخلي عن منافسة الزوجي                                |                                           | نينا أليباليك جاسمين أورتينزي             | أندجيلا لازاريفيتش كاترينا ستيوارت ناتاليا سينيك أنستازيا ياماشكين            |
| 12 يونيو | نورجس-لا-فيل، فرنسا صلبة W15 قرعة الفردي والزوجي                                       | ميليسا إركان 6–7(8–10)، 6–0، 7–6(8–6)                     | أميلي فان إيمب                            | بيرتا باسولا إميلي ويلكر                  | كلوي نويل تيلويث دي جيرولامي نايما كراموكو صوفيا بيولي                        |
| 12 يونيو | نورجس-لا-فيل، فرنسا صلبة W15 قرعة الفردي والزوجي                                       | تيلويث دي جيرولامي أميلي فان إيمب 6–2، 6–2                | مارين سزستاك لوسي وارنييه                 | بيرتا باسولا إميلي ويلكر                  | كلوي نويل تيلويث دي جيرولامي نايما كراموكو صوفيا بيولي                        |
| 12 يونيو | سان دييغو، الولايات المتحدة ترابية W15 قرعة الفردي والزوجي                             | سارة دافتتيلا 7–6(7–3)، 7–5                               | شانيل سيموندز                             | كيمي هانس كيت فقيه                        | ماليكا رابولو كيلي ماكينزي كاثرين هوي ليلى فيوريلا بريتيز ريسو                |
| 12 يونيو | سان دييغو، الولايات المتحدة ترابية W15 قرعة الفردي والزوجي                             | سارة دافتتيلا كاثرين هوي 7–6(7–4)، 6–4                    | ماليكا رابولو أنيتا سهديفا                | كيمي هانس كيت فقيه                        | ماليكا رابولو كيلي ماكينزي كاثرين هوي ليلى فيوريلا بريتيز ريسو                |
| 19 يونيو | كأس إيلكلي إيلكلي، المملكة المتحدة عشبي 100 واط فردي – زوجي                            | ميريام بيوركلاند 6–4، 7–5                                 | إيما نافارو                               | سوناي كارتال دلما جالفي                   | ناو هيبينو أليونا بولسوفا إميليانا أرانجو داريا سنيغور                        |
| 19 يونيو | كأس إيلكلي إيلكلي، المملكة المتحدة عشبي 100 واط فردي – زوجي                            | ناو هيبينو ناتاليا كوستيتش 7–6(12–10)، 7–6(7–5)           | مايا شوالينسكا جيسيكا ماليشكوفا           | سوناي كارتال دلما جالفي                   | ناو هيبينو أليونا بولسوفا إميليانا أرانجو داريا سنيغور                        |
| 19 يونيو | يستاد، السويد ترابية 40 واط قرعة الفردي والزوجي                                        | إيبك أوز 6–1، 6–3                                         | أسترا شارما                               | كاتارزينا كاوا إلفينا كالايفا             | كايا كانيبي إيرين بورييو إسكوروبيلا جوليا ميديندورف ريكا لوكا جاني            |
| 19 يونيو | يستاد، السويد ترابية 40 واط قرعة الفردي والزوجي                                        | أسترا شارما فاليريا ستراكوفا 4–6، 7–6(7–3)، [11–9]        | جيني دورست فاني أوستلوند                  | كاتارزينا كاوا إلفينا كالايفا             | كايا كانيبي إيرين بورييو إسكوروبيلا جوليا ميديندورف ريكا لوكا جاني            |
| 19 يونيو | تاوستي، إسبانيا صلبة 25 واط+H قرعة الفردي والزوجي                                      | ليزيت كابريرا 6–1، 6–3                                    | روزا فيسينس ماس                           | ألانا سميث قاو شينيو                      | ناهو ساتو ديستاني أيافا تاليا جيبسون ديانا مارسنكفيتشا                        |
| 19 يونيو | تاوستي، إسبانيا صلبة 25 واط+H قرعة الفردي والزوجي                                      | ماكنه جونز جيمي لوبي 6–2، 5–7، [10–6]                     | قاو شينيو · إيكاترينا أوفتشارينكو         | ألانا سميث قاو شينيو                      | ناهو ساتو ديستاني أيافا تاليا جيبسون ديانا مارسنكفيتشا                        |
| 19 يونيو | تاينان، تايبيه الصينية ترابية 25 واط قرعة الفردي والزوجي                               | يانغ يا-يي 6–2، 6–1                                       | لي بي تشي                                 | تشو يي-تسن تساو جيا-يي                    | ماري ميتراو · أيانو شيميزو · إريكا سما · داريا لوديكوفا                       |
| 19 يونيو | تاينان، تايبيه الصينية ترابية 25 واط قرعة الفردي والزوجي                               | تساو جيا-يي يانغ يا-يي 6–2، 6–2                           | مونيك باري لي يا هسين                     | تشو يي-تسن تساو جيا-يي                    | ماري ميتراو · أيانو شيميزو · إريكا سما · داريا لوديكوفا                       |
| 19 يونيو | سانتو دومينغو، جمهورية الدومينيكان ترابية 25 واط قرعة الفردي والزوجي                   | مارتينا كابورو تابوردا 6–2، 6–4                           | ليوني كونغ                                | آنا صوفيا سانشيز · جانا كولودينسكا        | كسينيا لاسكوتوفا · دي جي بينيت · ياسمين جبافي · ماريا فرناندا هيرازو          |
| 19 يونيو | سانتو دومينغو، جمهورية الدومينيكان ترابية 25 واط قرعة الفردي والزوجي                   | ماريا فرناندا هيرازو · كسينيا لاسكوتوفا · 6–0، 6–2        | لورديس أيالا أنجيلينا فيرجس               | آنا صوفيا سانشيز · جانا كولودينسكا        | كسينيا لاسكوتوفا · دي جي بينيت · ياسمين جبافي · ماريا فرناندا هيرازو          |
| 19 يونيو | ويتشيتا، الولايات المتحدة صلب W25 قرعة الفردي والزوجي                                  | ستايسي فونج 6–3، 6–2                                      | فيونا كراولي                              | ماكارتني كيسلر غابرييلا لي                | غريس مين · أشلي لاهاي · رشيدة مكادو · فيرونيكا ميروشنيتشينكو                  |
| 19 يونيو | ويتشيتا، الولايات المتحدة صلب W25 قرعة الفردي والزوجي                                  | ريس برانتمير ماريا ماتيس 6–2، 6–4                         | آفا ماركهام · ألينا شيربينينا             | ماكارتني كيسلر غابرييلا لي                | غريس مين · أشلي لاهاي · رشيدة مكادو · فيرونيكا ميروشنيتشينكو                  |
| 19 يونيو | تيانجين، الصين صلب W15 قرعة الفردي والزوجي                                             | تشنغ وو شووانغ 6–3، 6–2                                   | شي هان                                    | دونغ نا جاو تسيشين                        | زنغ تسيكسوان · فاليري جينينا · تانغ تشيان هوي · وانغ ميلينغ                   |
| 19 يونيو | تيانجين، الصين صلب W15 قرعة الفردي والزوجي                                             | هان جيان شيو هوانغ يو جيا 6–3، 6–1                        | أناستاسيا سوخوتينا · فيفيان يانغ          | دونغ نا جاو تسيشين                        | زنغ تسيكسوان · فاليري جينينا · تانغ تشيان هوي · وانغ ميلينغ                   |
| 19 يونيو | بوخارست، رومانيا طين W15 قرعة الفردي والزوجي                                           | أنكا تودوني 6–4، 6–0                                      | شتيفانيا بوجيكا                           | لافينيا تاناسي مارا جاي                   | نينا فارجوفا باتريسيا ماريا تيغ سارة تاتو أليكسا يوليا مارغينيان              |
| 19 يونيو | بوخارست، رومانيا طين W15 قرعة الفردي والزوجي                                           | شتيفانيا بوجيكا مارا جاي 6–3، 6–4                         | إلينكا أمريي ليندا شيفتشيكوفا             | لافينيا تاناسي مارا جاي                   | نينا فارجوفا باتريسيا ماريا تيغ سارة تاتو أليكسا يوليا مارغينيان              |
| 19 يونيو | كورشومليسكا بانيا، صربيا طين W15 قرعة الفردي والزوجي                                   | ميخيلا لاكي 6–3، 6–2                                      | أندجيلا لازاريفيتش                        | أناستاسيا إياماتشكاين آنا كانديوتو        | تيفاني لوميتر · بولينا ليكينا · يازمين أورتنزي · مونا كاوامورا                |
| 19 يونيو | كورشومليسكا بانيا، صربيا طين W15 قرعة الفردي والزوجي                                   | إيليني كريستوفي ناتاليا سينيك 7–6(7–5)، 6–3               | آنا كانديوتو أناستاسيا إياماتشكاين        | أناستاسيا إياماتشكاين آنا كانديوتو        | تيفاني لوميتر · بولينا ليكينا · يازمين أورتنزي · مونا كاوامورا                |
| 19 يونيو | غدانسك، بولندا طين W15 قرعة الفردي والزوجي                                             | كارولينا كول 2–6، 6–2، 7–6(7–5)                           | جينا فيستل                                | إستر ميري ستيفانيا روجوزينسكا-ديزيك       | هيلينا بوشفالد سلمى درودجوفا دينيسا هيندوفا جولييتا سانر                      |
| 19 يونيو | غدانسك، بولندا طين W15 قرعة الفردي والزوجي                                             | مارينا كولب نادييا كولب 6–0، 6–1                          | جينا فيستل مارسيلينا بودلينسكا            | إستر ميري ستيفانيا روجوزينسكا-ديزيك       | هيلينا بوشفالد سلمى درودجوفا دينيسا هيندوفا جولييتا سانر                      |
| 19 يونيو | لوس أنجلوس، الولايات المتحدة صلب W15 قرعة الفردي والزوجي                               | تيان فانغران 6–2، 6–1                                     | جيسيكا لويزا ألسولا                       | تايلور جونسون كيمي هانس                   | أسبن شومان نيكي ريدليك أميليا هونر سافانا لي-نجوين                            |
| 19 يونيو | لوس أنجلوس، الولايات المتحدة صلب W15 قرعة الفردي والزوجي                               | رينون أوكوواكي تيان فانغران 7–5، 6–3                      | ماريا فيرناندا نافارو براندي ووكر         | تايلور جونسون كيمي هانس                   | أسبن شومان نيكي ريدليك أميليا هونر سافانا لي-نجوين                            |
| 19 يونيو | المنستير، تونس صلب W15 قرعة الفردي والزوجي                                             | ميليسا إركان 6–3، 6–3                                     | بياتريس ستاجنو                            | ليا إيزابيل فرنانديز أوليفارس ستيفاني ويب | كارولين روميو لميس الحسين عبد العزيز لوانا بلازا أراوجو جوليا كرسينزي         |
| 19 يونيو | المنستير، تونس صلب W15 قرعة الفردي والزوجي                                             | سيلينا دال أنيا وايلدجروبر 6–3، 6–4                       | شين منجي · هانا فيناغرادافا               | ليا إيزابيل فرنانديز أوليفارس ستيفاني ويب | كارولين روميو لميس الحسين عبد العزيز لوانا بلازا أراوجو جوليا كرسينزي         |
| 19 يونيو | بوينس آيرس، الأرجنتين طين W15 قرعة الفردي والزوجي                                      | ميل ريسكو 6–3، 6–2                                        | رومينا كونو                               | آنا باولا نيفا دي لوس ريوس جيليرمينا نايا | ميكيلا كاسترو زونينو كانديلا فاسكيز فرناندا لابراني سول أيلين لارايا جيدي     |
| 19 يونيو | بوينس آيرس، الأرجنتين طين W15 قرعة الفردي والزوجي                                      | ميل ريسكو كاميلا روميرو 6–2، 6–4                          | أليساندرا كاسيريس روكيو دانييلا ميرلو     | آنا باولا نيفا دي لوس ريوس جيليرمينا نايا | ميكيلا كاسترو زونينو كانديلا فاسكيز فرناندا لابراني سول أيلين لارايا جيدي     |
| 26 يونيو | بالما ديل ريو (قرطبة)، إسبانيا صلب W40 قرعة الفردي والزوجي                             | فاليريا سافينيخ · 7–5، 6–3                                | هارموني تان                               | تاميرا باسيك vs · إيفا غيريرو ألفاريز     | ماكينا جونز أليكس إيلا فالنتينا ريسر ساياكا إيشي                              |
| 26 يونيو | بالما ديل ريو (قرطبة)، إسبانيا صلب W40 قرعة الفردي والزوجي                             | أندريا غاميز صوفيا سيوينغ 6–3، 6–2                        | روبن أندرسون إليسيا بولتون                | تاميرا باسيك vs · إيفا غيريرو ألفاريز     | ماكينا جونز أليكس إيلا فالنتينا ريسر ساياكا إيشي                              |
| 26 يونيو | هونغ كونغ، هونغ كونغ صلب W25 قرعة الفردي والزوجي                                       | يانغ يا-يي 1–6، 6–2، 6–1                                  | يوغريس تشونغ                              | هاروكا كاجي لانلانا تارارودي              | آوي إيتو · أناستاسيا جاسانوفا · أنستاسيا كوفاليفا · ساكي إيمامورا             |
| 26 يونيو | هونغ كونغ، هونغ كونغ صلب W25 قرعة الفردي والزوجي                                       | آوي إيتو إريكا سما 5–7، 6–3، [10–4]                       | موموكو كوبوري أيانو شيميزو                | هاروكا كاجي لانلانا تارارودي              | آوي إيتو · أناستاسيا جاسانوفا · أنستاسيا كوفاليفا · ساكي إيمامورا             |
| 26 يونيو | سانتو دومينغو، جمهورية الدومينيكان ترابية W25 قرعة الفردي والزوجي                      | مارتينا كابوررو تابوردا 3–6، 6–0، 6–0                     | جيرجانا توبالوفا                          | ياسمين قباج سولانا سييرا                  | كارلوتا مارتينيز سيري · فاني أوستلوند · جانا كولودينسكا · كادينس بريس         |
| 26 يونيو | سانتو دومينغو، جمهورية الدومينيكان ترابية W25 قرعة الفردي والزوجي                      | ليوني كونغ · كسينيا لاسكوتوفا · 6–4، 3–6، [10–3]          | نولي بووزو زانوتي مارتينا كابوررو تابوردا | ياسمين قباج سولانا سييرا                  | كارلوتا مارتينيز سيري · فاني أوستلوند · جانا كولودينسكا · كادينس بريس         |
| 26 يونيو | بيريغو، فرنسا ترابية W25 قرعة الفردي والزوجي                                           | مالين هيلغو 6–3، 6–3                                      | سابفو ساكيلاريدي                          | آنا سيسكوفا إيلا سيدل                     | أنستاسيا تيخونوفا · مارغو روفروي · تيساه أندريانجافيتريمو · أستريد لو يان فون |
| 26 يونيو | بيريغو، فرنسا ترابية W25 قرعة الفردي والزوجي                                           | سابفو ساكيلاريدي آنا سيسكوفا 6–2، 6–1                     | جيسي رومبيس أوليفيا تجاندراموليا          | آنا سيسكوفا إيلا سيدل                     | أنستاسيا تيخونوفا · مارغو روفروي · تيساه أندريانجافيتريمو · أستريد لو يان فون |
| 26 يونيو | تارفيزيو، إيطاليا ترابية W25 قرعة الفردي والزوجي                                       | بترا مارسينكو 6–1، 4–6، 6–2                               | كاتارزينا كاوا                            | تينا لوكاس سيلفيا أمبروسيو                | اريانا زوكيني آنا توراتي غابرييلا سي Alexandra Ignatik                        |
| 26 يونيو | تارفيزيو، إيطاليا ترابية W25 قرعة الفردي والزوجي                                       | فيرونيكا إرجافيتش دومينيكا شالكوفا 6–0، 6–3               | نيكا راديشيك أنيتا هوساريتش               | تينا لوكاس سيلفيا أمبروسيو                | اريانا زوكيني آنا توراتي غابرييلا سي Alexandra Ignatik                        |
| 26 يونيو | كورشومليسكا بانيا، صربيا ترابية W25 قرعة الفردي والزوجي                                | مارثا ماتولا 6–2، 7–6(7–2)                                | أنكا تودوني                               | أنجا ستانوكوفيتش زيفا فاختنر              | كاثلين كينيف كاجسا رينالدو بيرسون فاليريا ستراخوفا ليا بوشكوفيتش              |
| 26 يونيو | كورشومليسكا بانيا، صربيا ترابية W25 قرعة الفردي والزوجي                                | كريستينا دينو فاليريا ستراخوفا 4–6، 6–2، [10–8]           | بولينا ليكينا · جوليا ستاماتوفا           | أنجا ستانوكوفيتش زيفا فاختنر              | كاثلين كينيف كاجسا رينالدو بيرسون فاليريا ستراخوفا ليا بوشكوفيتش              |
| 26 يونيو | ألكمار، هولندا ترابية W15 قرعة الفردي والزوجي                                          | لوكا أدفاردي 6–1، 7–5                                     | كايسا هينيمان                             | نيكول خرين كيارا شول                      | أريانا غيرلينغز ميلين نوودي بريت دو بري كاثرينا هارينغ                        |
| 26 يونيو | ألكمار، هولندا ترابية W15 قرعة الفردي والزوجي                                          | تيلويث دي جيولامي كيارا شول 6–2، 6–1                      | روز ماري نيجكامب إيسيس لويز فان دين بروك  | نيكول خرين كيارا شول                      | أريانا غيرلينغز ميلين نوودي بريت دو بري كاثرينا هارينغ                        |
| 26 يونيو | روساريو، الأرجنتين رملي W15 قرعة الفردي والزوجي                                        | جيليرمينا نيا 6–2، 6–0                                    | سول أيلين لارايا غويدي                    | ميل راسكو ماريا فلورنسيا أروتيا           | كاميلا روميرو أليشيا راير كارلا ماركوس لوسيانا بلاتر                          |
| 26 يونيو | روساريو، الأرجنتين رملي W15 قرعة الفردي والزوجي                                        | جولييتا لارا إستابلي جيليرمينا نيا انسحاب                 | ميل راسكو كاميلا روميرو                   | ميل راسكو ماريا فلورنسيا أروتيا           | كاميلا روميرو أليشيا راير كارلا ماركوس لوسيانا بلاتر                          |
| 26 يونيو | Monastir، تونس صلب W15 قرعة الفردي والزوجي                                             | لميس الحسين عبد العزيز 6–4، 6–0                           | لثيا نياريز دومينغو                       | جوليا كرسينزي فيرونيكا إوالد              | ليزا مايز آنيا فيلدغروبر تانيشا كاشياب إيمانويل جيرارد                        |
| 26 يونيو | Monastir، تونس صلب W15 قرعة الفردي والزوجي                                             | لثيا نياريز دومينغو لولا مارندل 6–4، 7–6(7–5)             | أغلايا فيدوروفا · ليزا مايز               | جوليا كرسينزي فيرونيكا إوالد              | ليزا مايز آنيا فيلدغروبر تانيشا كاشياب إيمانويل جيرارد                        |
| 26 يونيو | تيانجين، الصين صلب W15 قرعة الفردي والزوجي                                             | رين يوفي 6–7(5–7)، 6–1، 6–0                               | فاليري جينينا                             | دونغ نا وانغ جياكي                        | ياو شينشين فيفيان يانغ جيانغ زيجون يانغ ييدي                                  |
| 26 يونيو | تيانجين، الصين صلب W15 قرعة الفردي والزوجي                                             | رين يوفي شي هان 6–1، 6–3                                  | كاو ياينغ هوانغ يوجيا                     | دونغ نا وانغ جياكي                        | ياو شينشين فيفيان يانغ جيانغ زيجون يانغ ييدي                                  |
| 26 يونيو | Irvine، الولايات المتحدة صلب W15 قرعة الفردي والزوجي                                   | هايلي جيافارا 6–1، 6–3                                    | لو جياجينغ                                | إيرين كايتانو كاثرين هوي                  | براندي ووكر أميليا هونر دانييل ويلسون أليزيا كاو                              |
| 26 يونيو | Irvine، الولايات المتحدة صلب W15 قرعة الفردي والزوجي                                   | هايلي جيافارا كاثرين هوي 6–2، 6–4                         | إيرين كايتانو إيزابيلا تشيف               | إيرين كايتانو كاثرين هوي                  | براندي ووكر أميليا هونر دانييل ويلسون أليزيا كاو                              |

## روابط خارجية
- الاتحاد الدولي لكرة المضرب (ITF)